# Квітковий натюрморт 17 століття

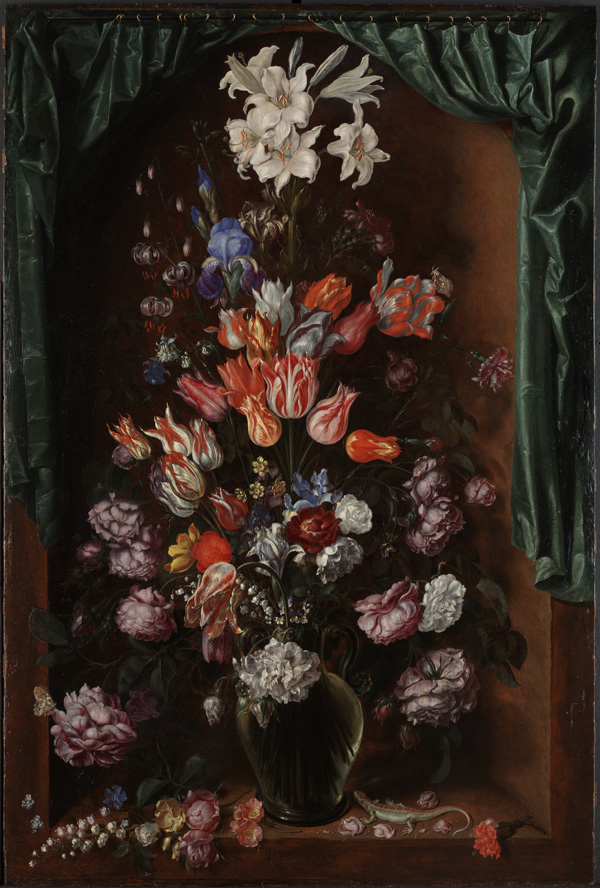
Якоб де Гейн молодший. «Скляна ваза з квітами в ніші», 1615 р., Техас
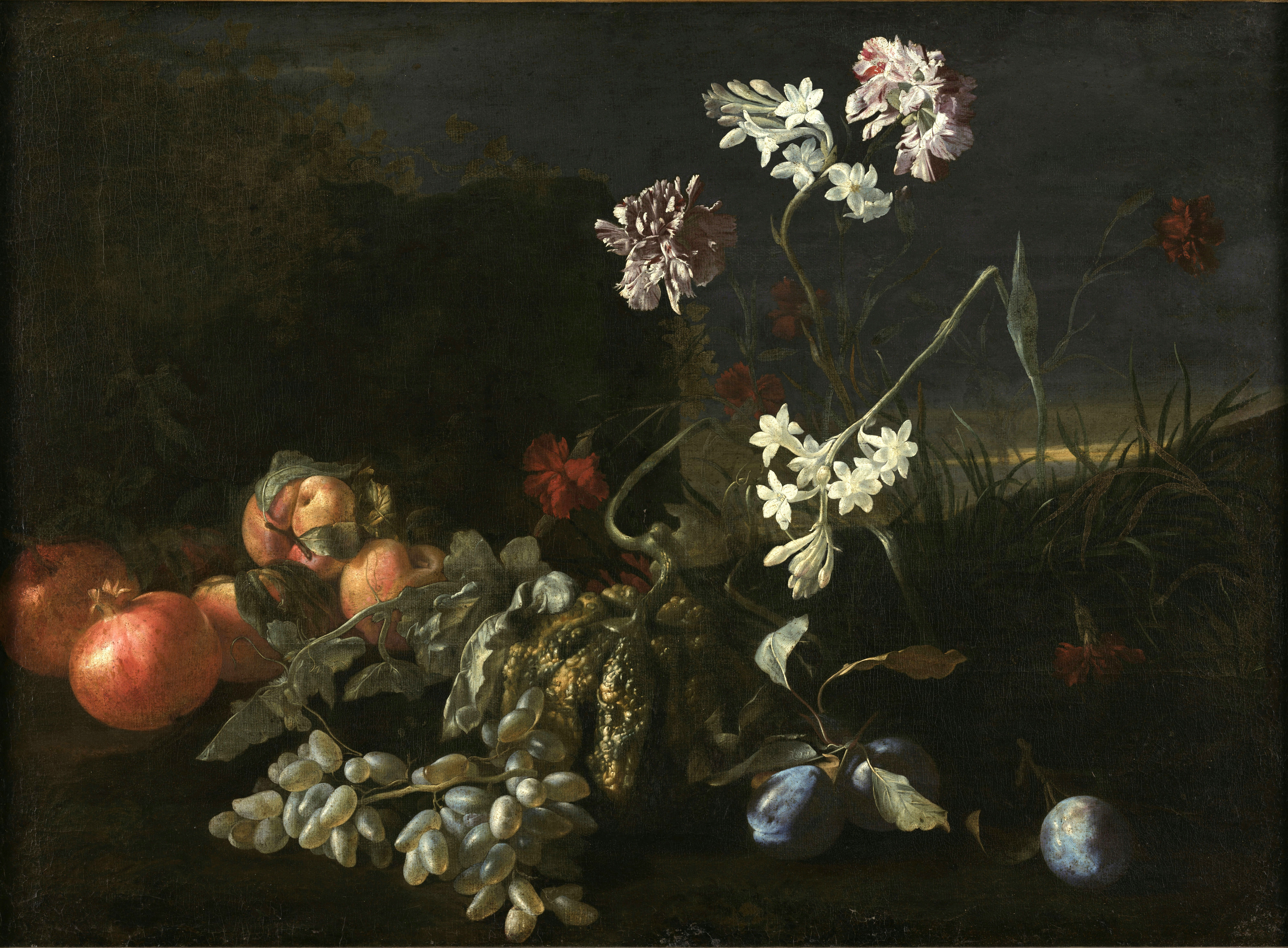
Абрахам Брейгель. «Квіти, виноград і фрукти»

Квітковий натюрморт XVII століття — різновид натюрморта, що переважав у мистецтві Південних і Північних Нідерландів у XVII ст.

## Історія

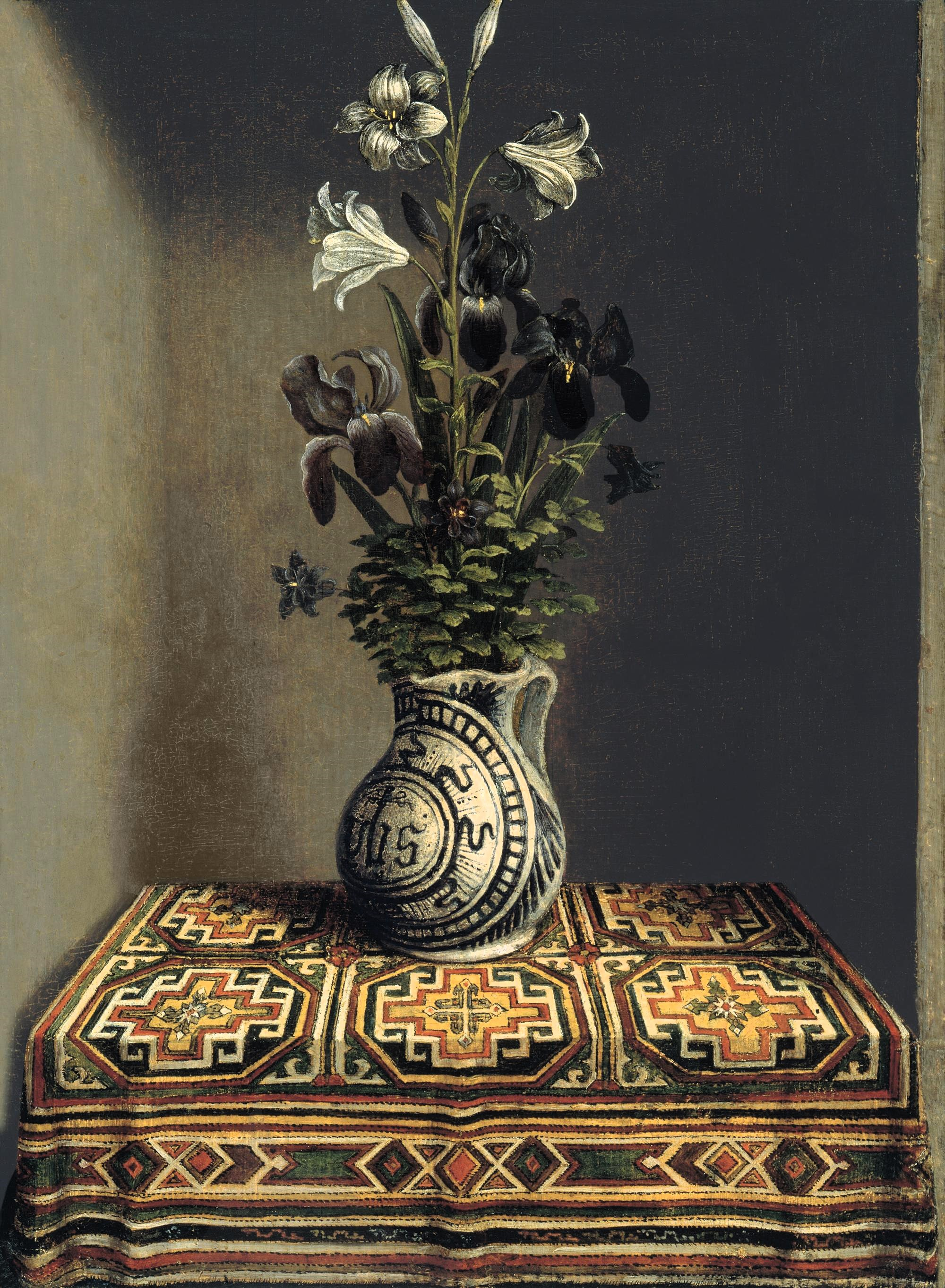
Ганс Мемлінг. «Квітковий натюрморт», бл. 1485 р., зворотній бік «Портрета невідомого молодика», Музей Тиссена-Борнемісса.

Квітковий натюрморт як додаток до зображення виникає у нідерландському живопису в добу Середньовіччя спочатку у рукописах. Згодом переходить і у живопис олійними фарбами. Рослини і квіти у міфологізованій свідомості вірян були нагадуванням про райський сад і життя, позбавлене горя.
Кущі троянд так подобались вірянам, що їх оберігали, незважаючи на відсутність їх прагматичного використання. Старі кущі троянд, що з часом перетворювались на невеликі дерева, користувались таким поважним ставленням, що біля них будували каплиці. Троянди — головний персонаж у світських забавах куртуазної культури, коли кавалери здобували умовну фортецю, котру боронили дівчата, закидаючи їх квітами. Кущ троянд був перенесений на зображення Мадонни і став сприйматись ян натяк на майбутнє страждання Христа.
Згодом увагу художників привернули і інші квіти, наприклад, півники. Від колишнього триптиха до 20 ст. дійшов портрет невідомого молодика з багатої родини. Він був частиною розповсюдженої схеми, де в центрі розміщали мадонну з немовлям, а обабіч портрети подружжя (чоловіка і жінки у молитовних позах), повернутих до мадонни.
Реставрація і розчистка дубової дошки привела до неочікуваного відкриття. Ганс Мемлінг, автор колишнього триптиха і колишній учень Рогіра ван дер Вейдена, декорував і зворотній бік чоловічого портрета, подавши на ньому чистий квітковий натюрморт з глеком і білими лілеями та півниками. Ймовірно, квітковий натюрморт був і на зворотньому боці портрета дружини молодика. Дослідники розпізнали, що глек — це італійська майоліка, на його боці монограма Ісуса та хрест, а квіти мали символічні натяки на непорочне зачаття, вказівку на мадонну і майбутню скорботу по розп'ятому синові.

## Фламандські майстри і квітковий натюрморт

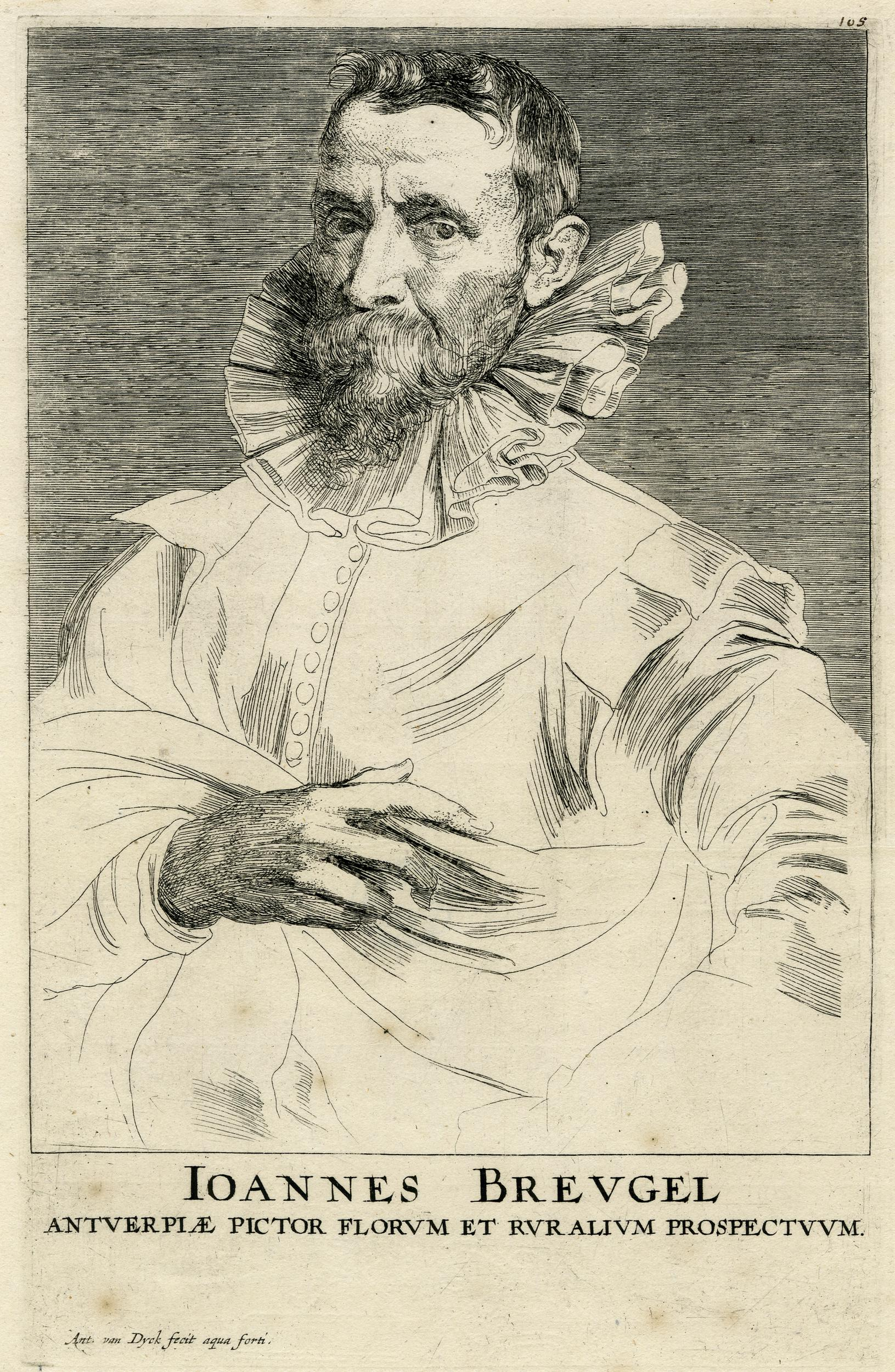
Антоніс ван Дейк. Портрет Яна Брейгеля старшого, офорт, Британський музей

Відомо, що квітковий натюрморт як жанр отримав розвиток у Південних Нідерландах дещо раніше, ніж у північних провінціях Можливо, це було пов'язане із декоративною спрямованістю мистецтва Південних Нідерландів, де серед місцевого виробництва переважало виготовлення аррасів-килимів з рослинами чи різноманітні сюжети з рослинними бордюрами .
Дотичною вказівкою на декоративні якості місцевого мистецтва було зосередження майстрів квіткових натюрмортів у місті Антверпен, відомому культурному і художньому центрі стилів маньєризм і раннє бароко. Саме у Антверпені працював Ян Брейгель старший («Оксамитовий», 1568—1625), котрого відносять до засновників квіткового натюрморту як жанру нідерландського живопису.

## Голландські майстри і квітковий натюрморт

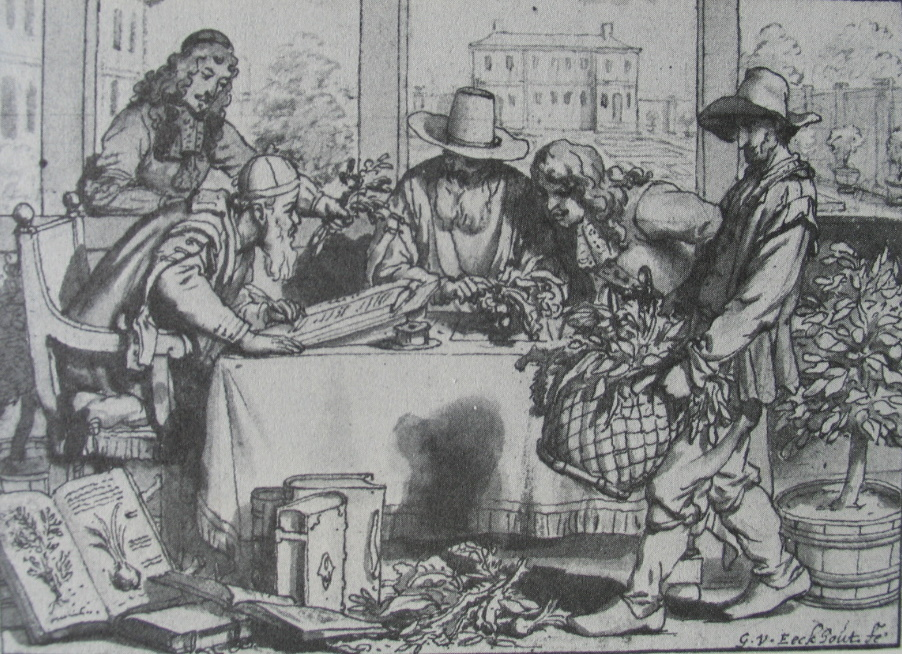
Ґербранд ван ден Екгоут. «Ботанічний гурток за роботою», малюнок. Середина 17 ст.

На відміну від Фландрії, квітковий натюрморт у Північних провінціях отримав розвиток пізніше. Він був тісно пов'язаний як із художниками-емігрантами, фламандцями за походженням, так і їх учнями. Голландські митці перебували певний час під впливом фламандських художників і їх композиційних схем. Але розвиток природничих наук і ботаніки, перевезення у Північні Нідерланди квіткових заморських і екзотичних рослин сприяв розквіту квіткового натюрморту у краї. Він не був зосереджений лише у одному центрі, а мав розвиток у містах Делфт, Дордрехт, Утрехт, Міддельбург, Гарлем, Амстердам< тощо.
До Нідерландів у ту пору перевезли декілька різновидів тюльпанів з Персії, настурції потрапили з Перу, чорнобривці — з Мексики тощо.
Композиції квіткових натюрмортів первісно були схожі як у південнонідерландських, так і північнонідерландських майстрів. Це щільно підібраний букет, котрий розташували у вазі або кошику з різними додатками. Художники дозволяли собі лише різні зображення ваз або квітів, розташування у архітектурній ніші або у вікні. Аби відійти від монотонності, почали додавати метеликів, комах, ящірок, іноді свійських тварин чи птахів. Зв'язки із колоніями і тропічними місцинами подарували голландцям мушлі тропічних морів. Їх почали колекціонувати, додавати у квіткові натюрморти або створювати натюрморти тільки з зображеннями мушель.

## Еволюція квіткових натюрмортів

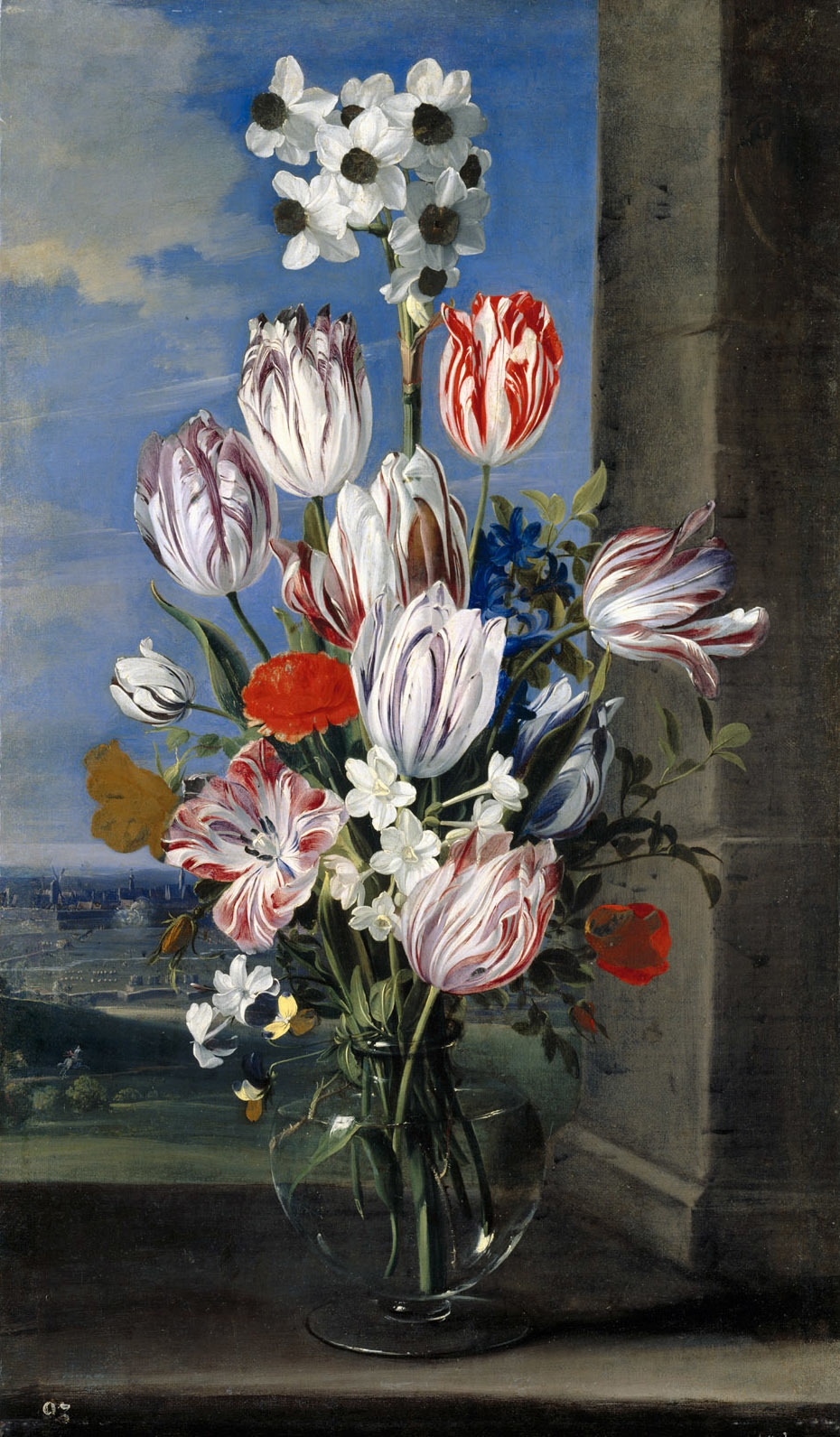
Ян ван ден Хеке. «Букет квітів в скляній вазі на тлі пейзажу», Музей історії мистецтв, Відень

Квіти — приємний і зручний об'єкт для зображень. Вони нерухомі у вазі або кошику, приємно пахнуть і не потребують розваг як нудьгуючі моделі портретів. Зів'ялі квіти можна легко замінити новими і свіжими. Вони постійний об'єкт для замальовок і на первісних етапах розвитку натюрмортів були суто реалістично відтворені.
Наявність квіткових малюнків у холодну пору надала можливість малювати квіти взимку чи навесні задовго до пори цвітіння. Квітковий натюрморт почав змінюватись і набув рис штучної декоративності. Тоді і з'явились квіткові натюрморти, де можна нарахувати 20-30 різновидів квітів, терміни цвітіння яких ніяк не збігались. Адже художники компонували букети не з реальних квітів, а з власної колекції допоміжних малюнків, а черговий натюрморт розглядався як суто декоративний, як штучна ознака царства Флори, як ознака багатобарвності природи.
Особливою популярністю користувались зображення екзотичних квітів. Частку замов на створення квіткових натюрмортів художники отримували від садівників і ботаніків, що виростили рідкісний квітковий зразок на певний період. Поціновувалась майстерність відтворення і звичних квітів. У історії зберігся випадок, коли за майстерний квітковий натюрморт престижного художника Амброзіуса Босгарта придворний штагальтера виплатив художникові безпрецедентну на той час суму у одну тисячу (1000) гульденів.

## Неповний перелік нідерландських майстрів квіткових натюрмортів
До створення квіткових натюрмортів звертались як фахові художники чи ботаніки, так і представники інших професій. Серед них був і паркобудівник Якоб де Гейн молодший (1565—1629), котрий працював садівником і ландшафтним архітектором при аристократичних дворах штатгальтерів Моріца та Фредеріка Хендріка Оранських у місті Гаага.
Якоб де Гейн молодший мав вплив на низку голландських майстрів, позаяк мав родичів-художників і низку учнів. Серед них -
- Амброзіус Босгарт молодший (1609—1645), син
- Йоганес Босгарт (1611- ?), син
- Адрахам Босгарт (1613—1643), син
- Балтазар ван дер Аст (1593—1657), його зять
- Йоганес ван дер Аст (1593—1657), старший брат Балтазара, теж художник
- Єронім Свертс (1603—1636), другий його зять
- Крістофел ван ден Берг
- Йоганес Гударт (1617—1668)
- Якоб ван Хюльсдонк (1587 -?)[3] та інші.

Серед північнонідерландських майстрів квіткових натюрмортів також —

- Ганс Болонгар (1592—1636) у Гарлемі
- Якоб Восмар (? — ?) у Делфті
- Бартоломеус Астейн (1607 — бл. 1667)
- Дірк ван дер Маст (1600 — бл. 1658) у Делфті.

В середині 17 століття кількість майстрів квіткових натюрмортів серед фламандців помітно менша, бо декоративність була притаманна і іншим жанрам. Окрім квітів фламандців приваблювали натюрморти з овочами, рибою, дичиною, натюрморти з людськими фігурами, сцени полювання, прогулянки і сцени дозвілля на природі тощо. Окрім іншого квіткові натюрморти створювали —

- Клара Петерс (1594—1657), жінка-художниця
- Юліан Тенірс старший (1572—1615)
- Ян ван дер Хеке (1620-1684)
- Гаспар ван дер Хук (?—1648)
- Осіас Беєрт старший (?—1624)[3].

## Обрані твори (галерея)

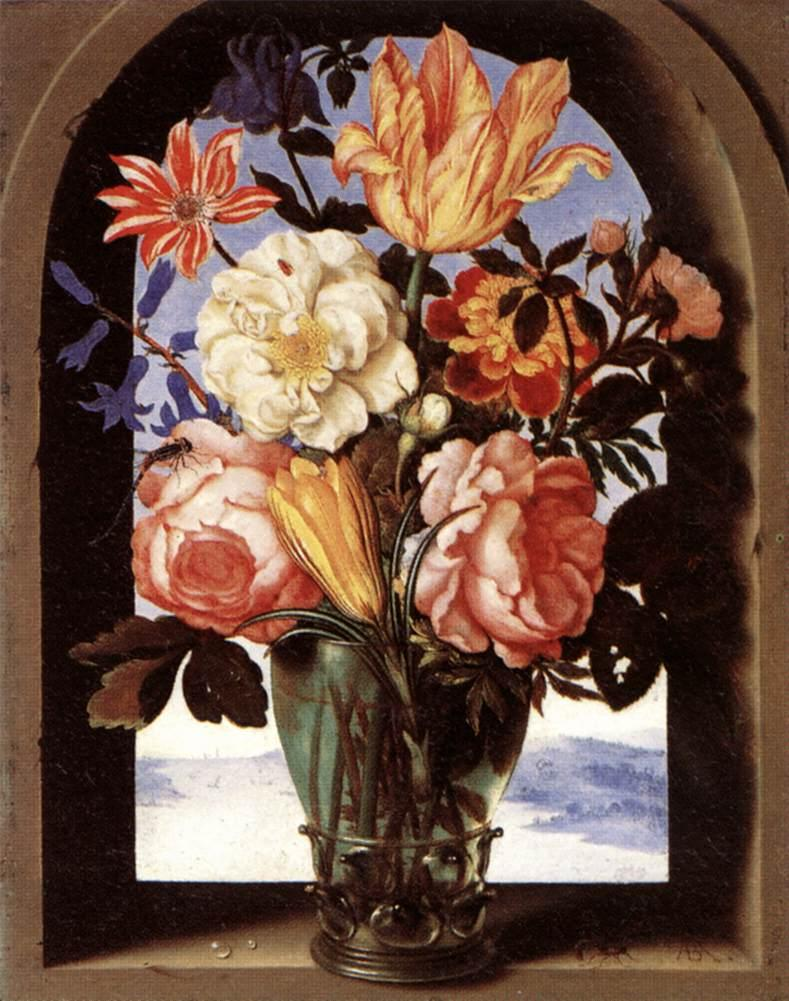
Амброзіус Босгарт старший. «Квітковий натюрморт на вікні з дальнім пейзажем», бл. 1620 р., Лувр, Париж.

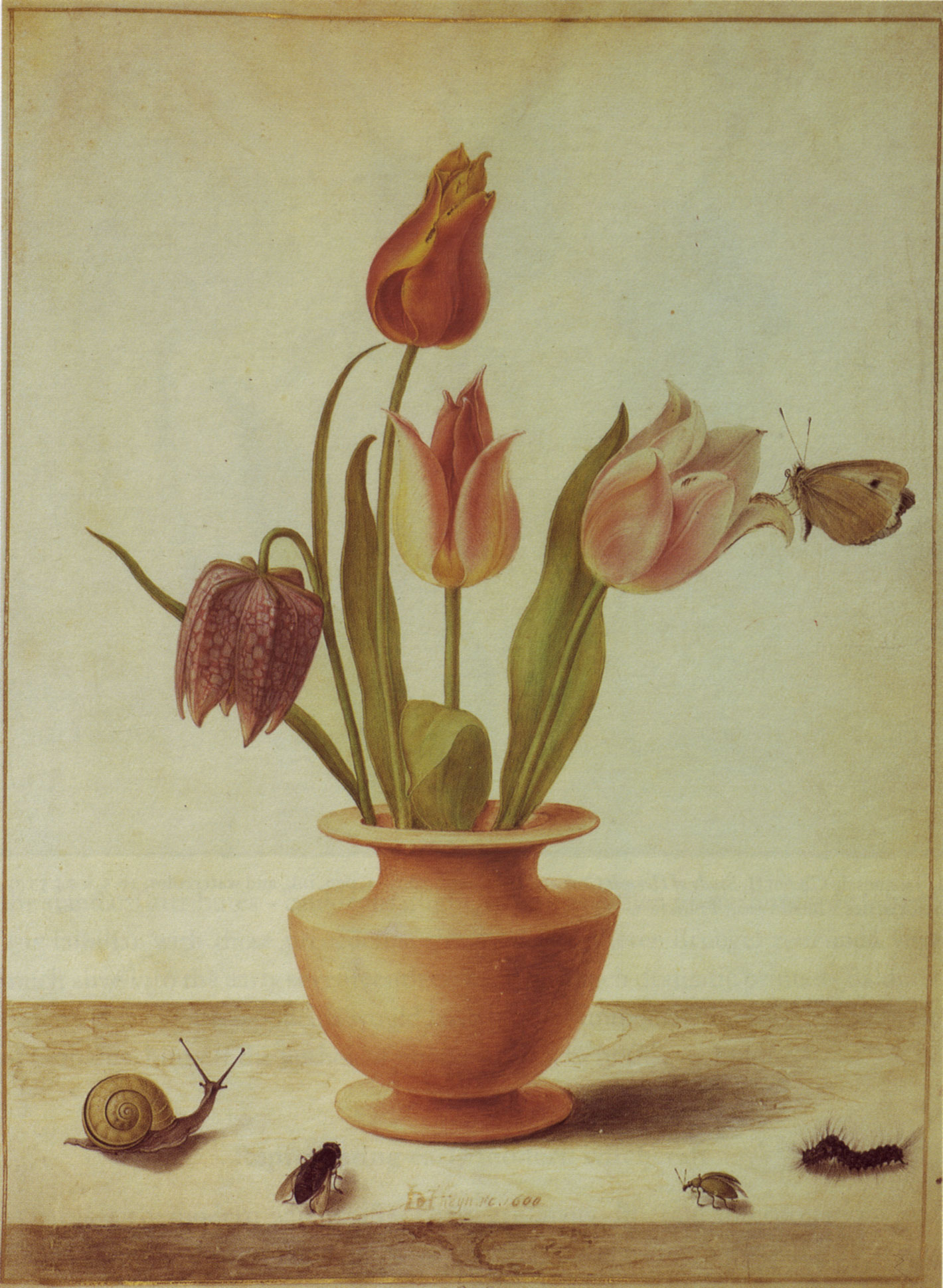
Якоб де Гейн молодший . «Рябчик шаховий та тюльпани у вазі і комахи», бл. 1600 р.
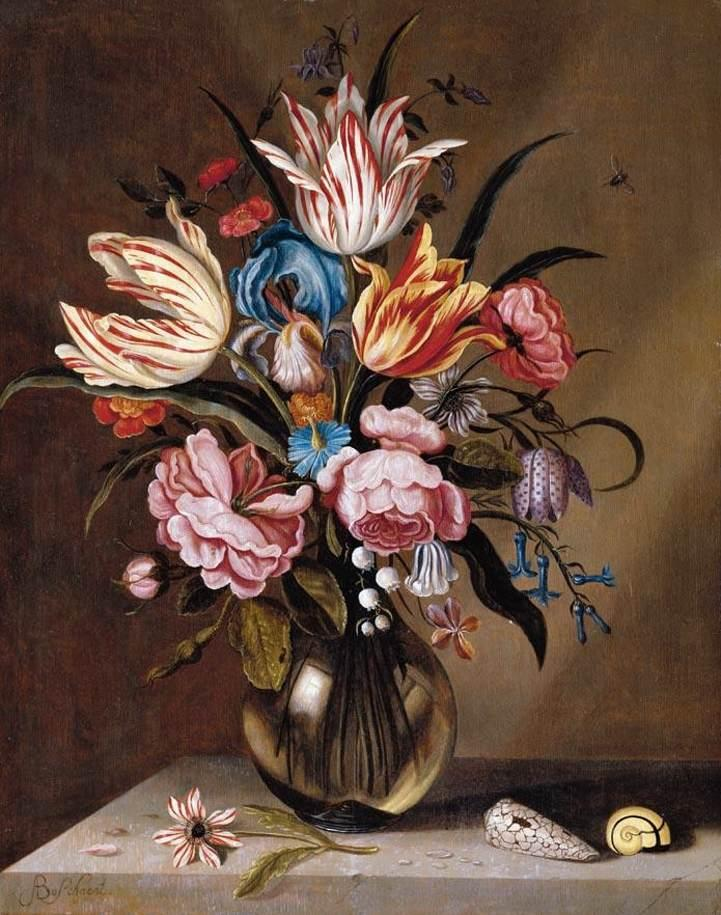
Абрахам Босгарт.  «Квіти у скляній вазі і мушлі». початок XVII ст.
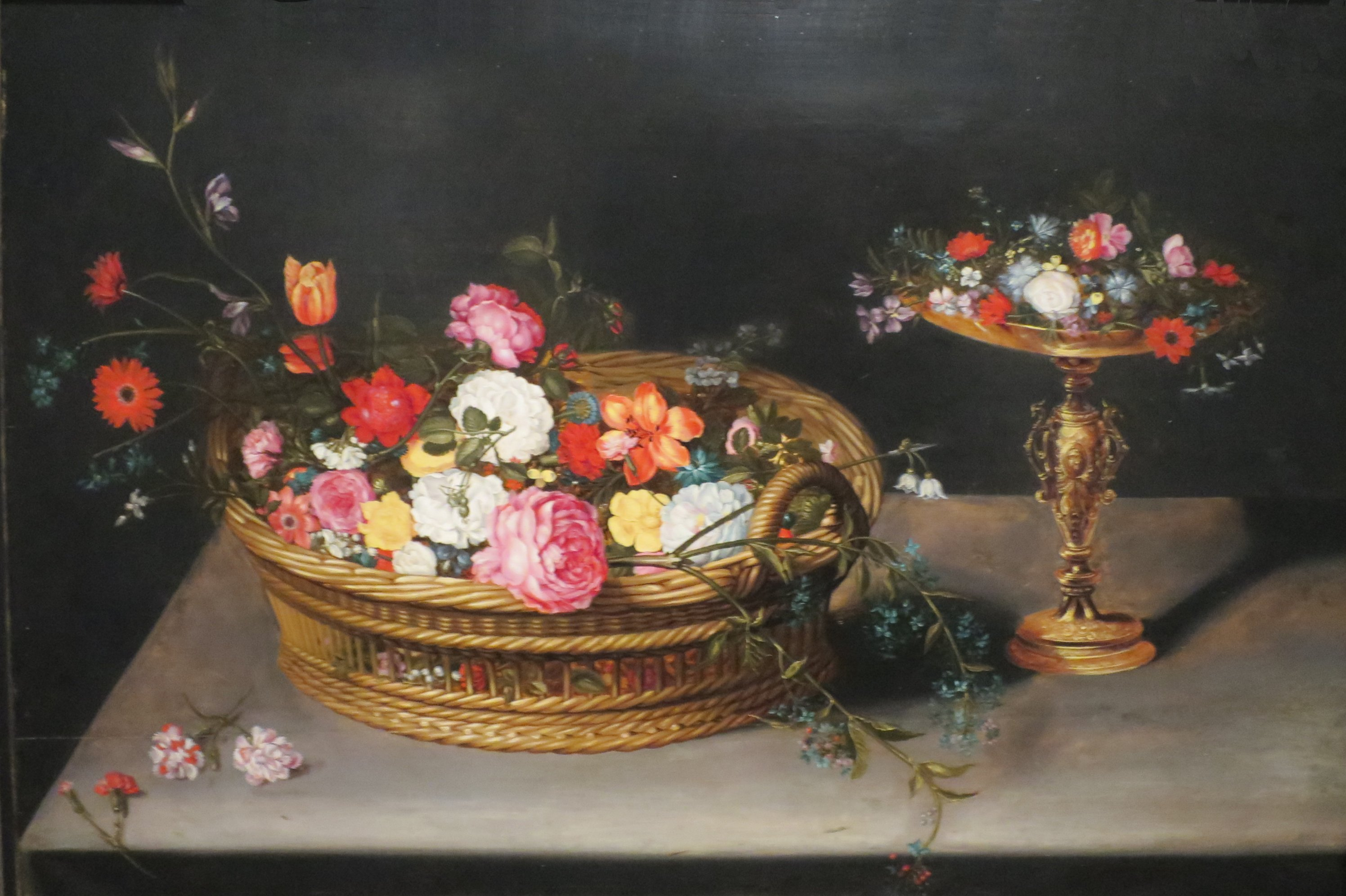
Ян Брейгель старший. «Квіти на столі», бл. 1520 року.Художній музей, Берген
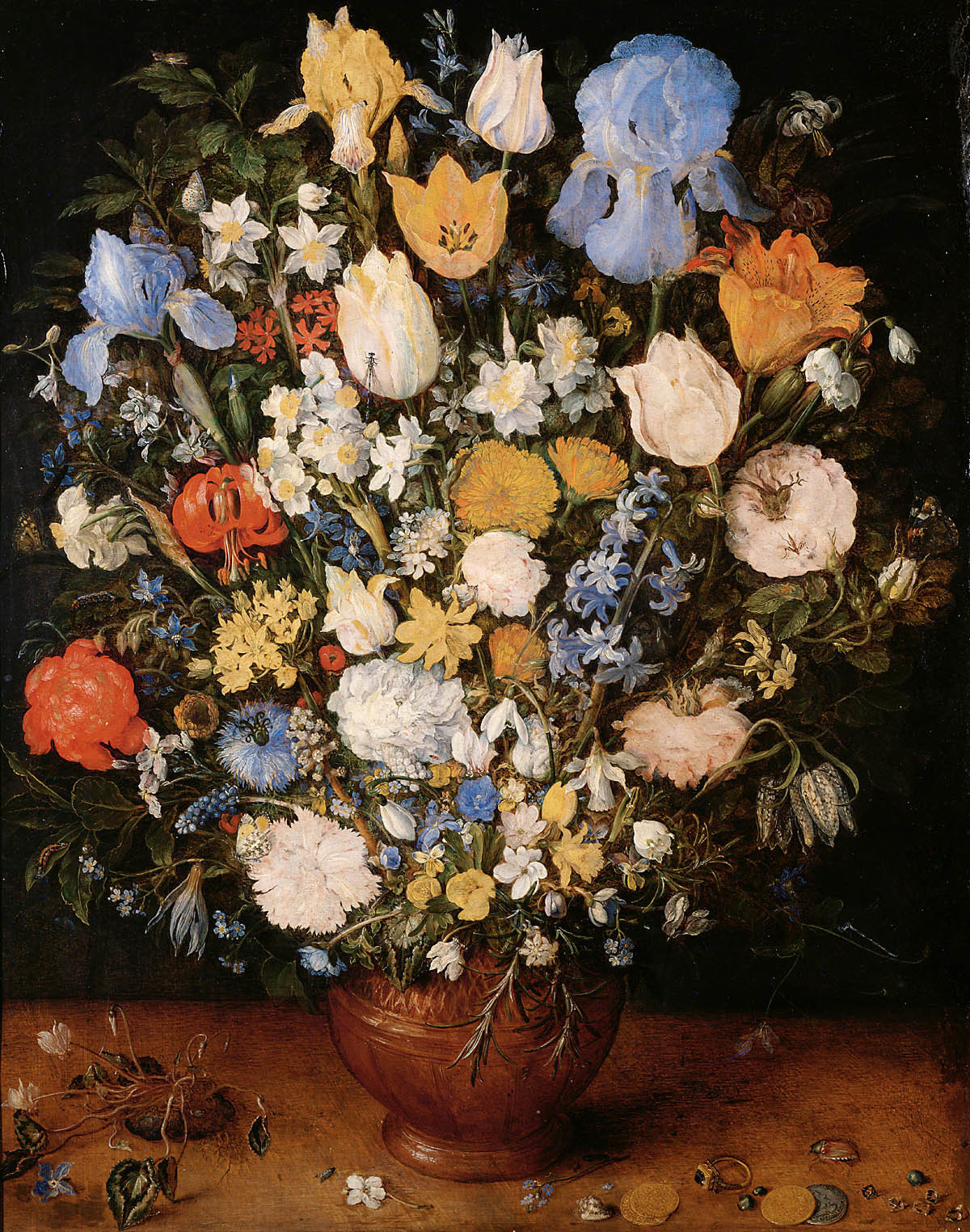
Ян Брейгель старший. «Букет у керамічній вазі», до 1607 р. Музей історії мистецтв, Відень
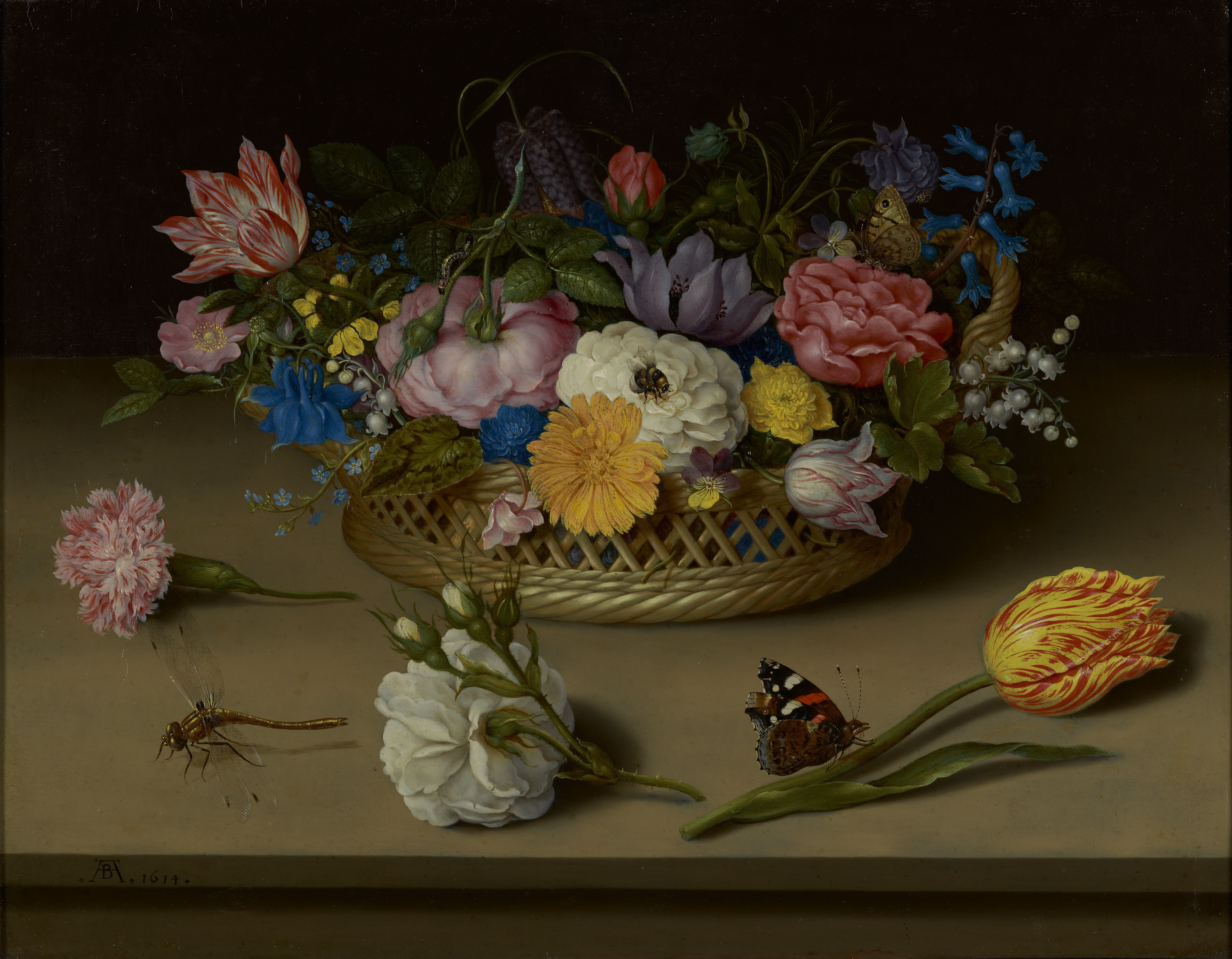
Худ. Амброзіус Босгарт старший. «Квіти у кошику», 1614 р., Музей Гетті, Каліфорнія.

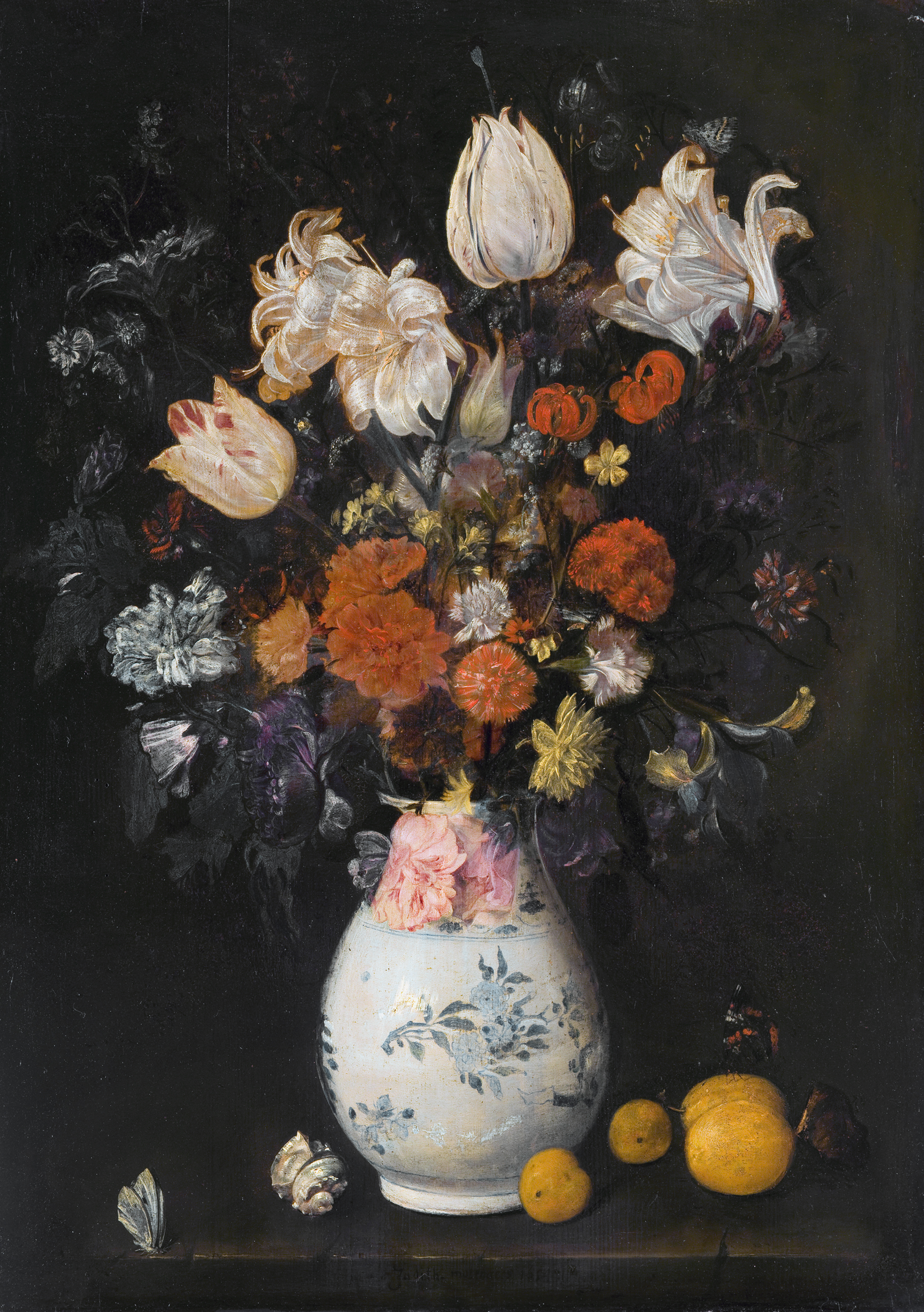
Юдит Лейстер. «Квіти в порцеляновій вазі», 1654 р., Музей Франса Галса

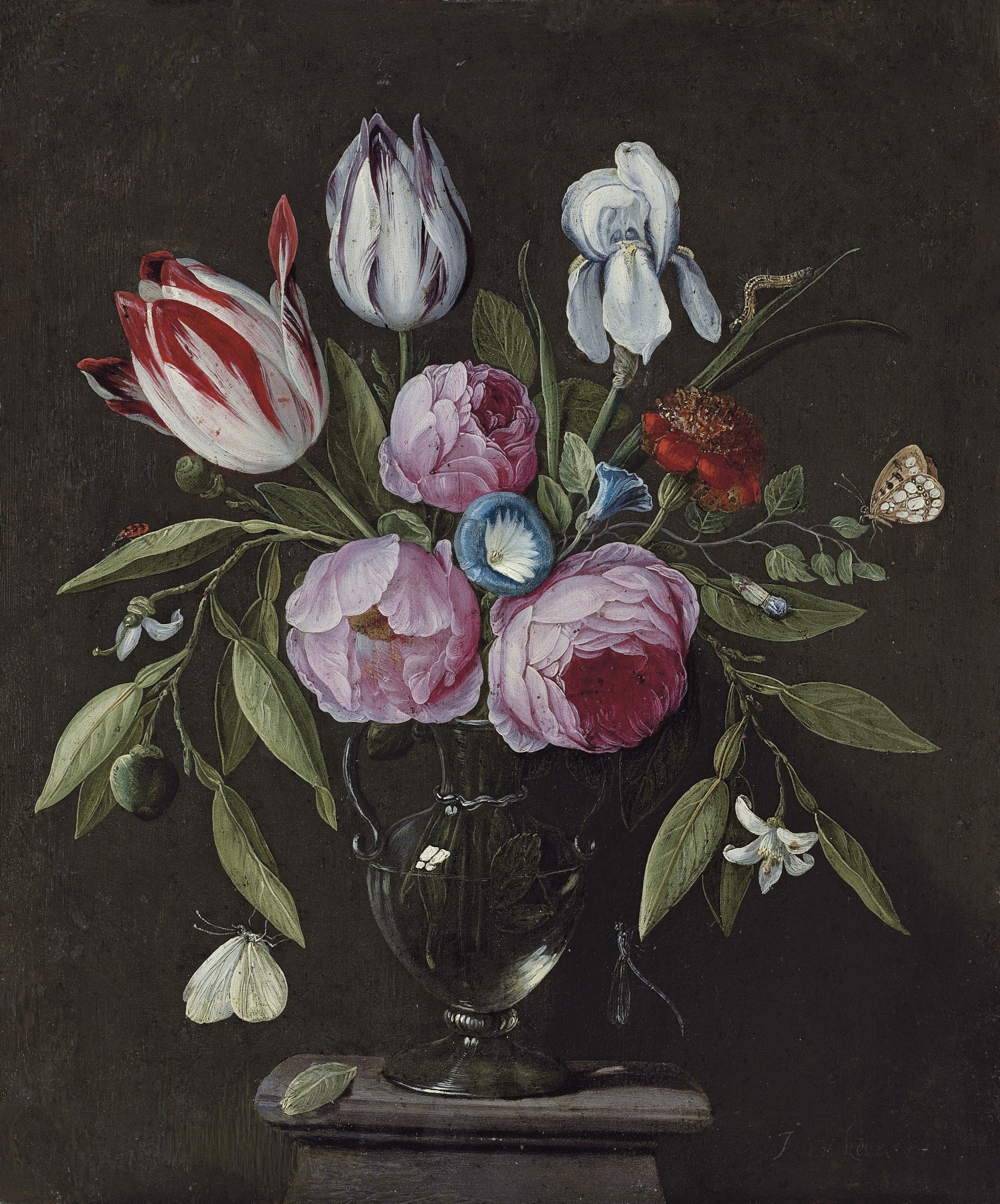
Ян ван Кессель старший. «Троянди, півники і тюльпани в скляній вазі»
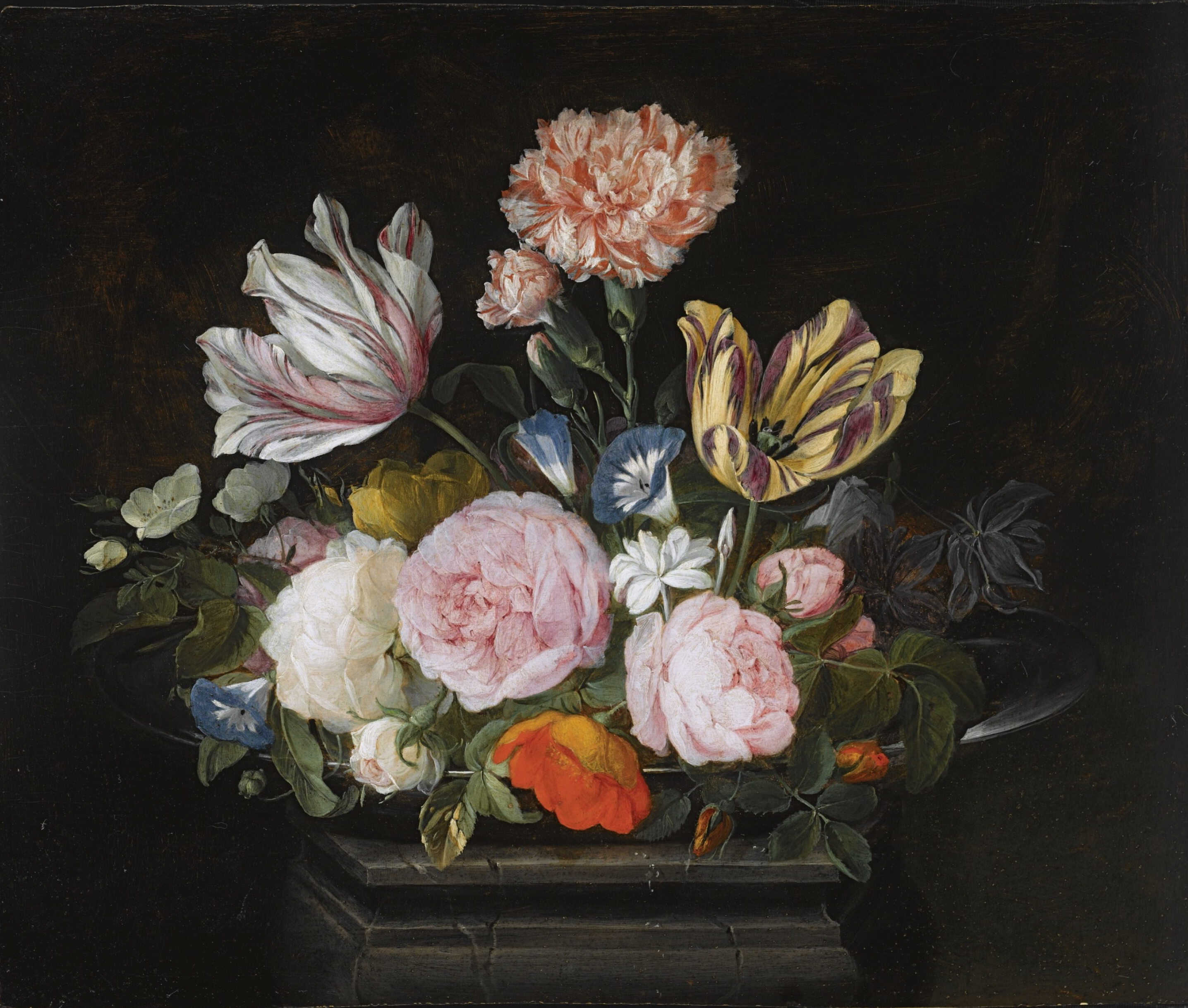
Ян ван дер Хеке. «Квіти на кам'яній консолі»
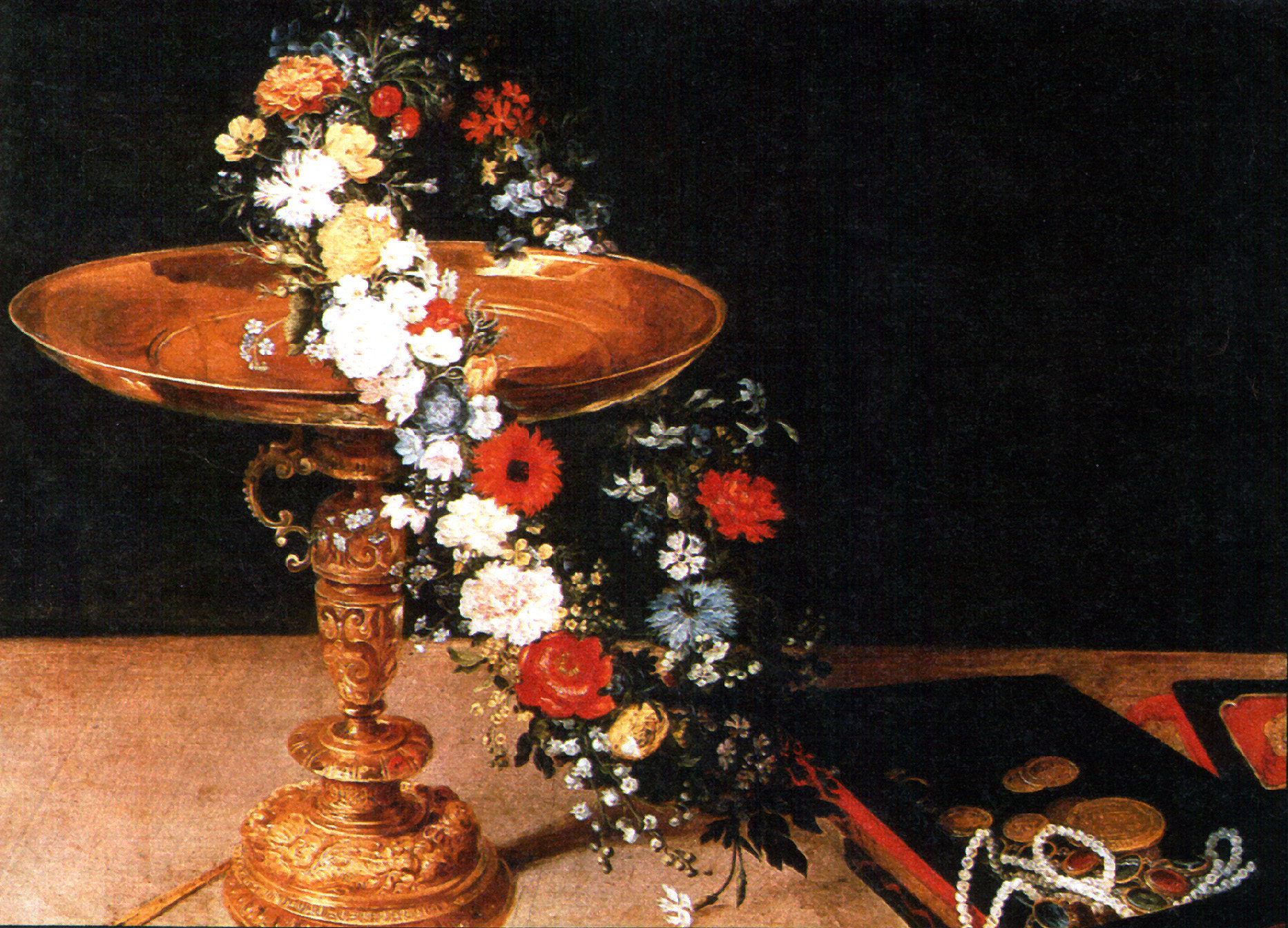
Ян Брейгель старший. «Натюрморт з квітковим вінком і коштовнотями», 1618 р., Королівські музеї витончених мистецтв (Брюссель)
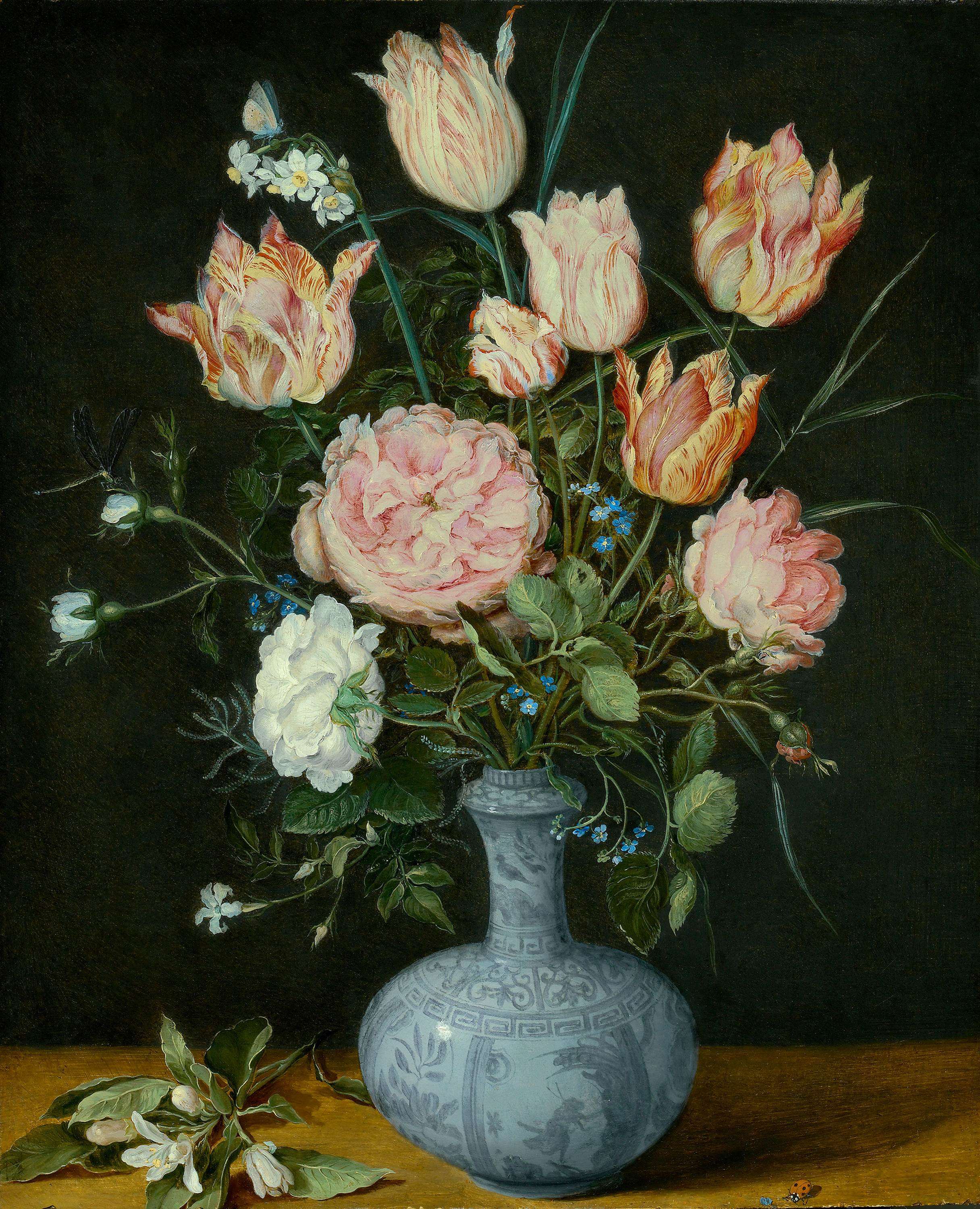
Ян Брейгель старший. «Тюльпани і троянди у китайській вазі», Мауріцхейс, Гаага
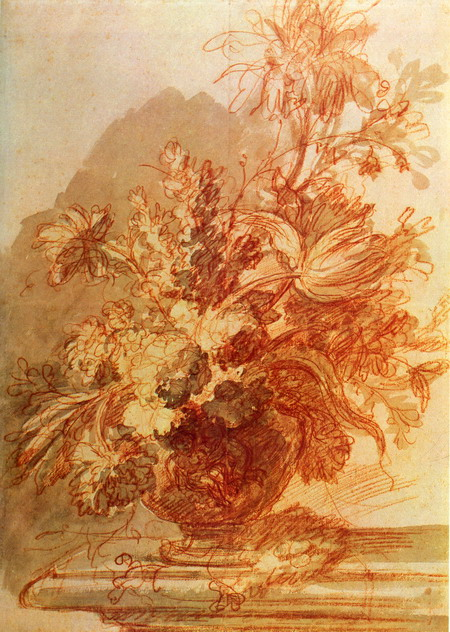
Ян ван Гейсум, «Натюрморт з квітами в вазі», малюнок, Ермітаж.
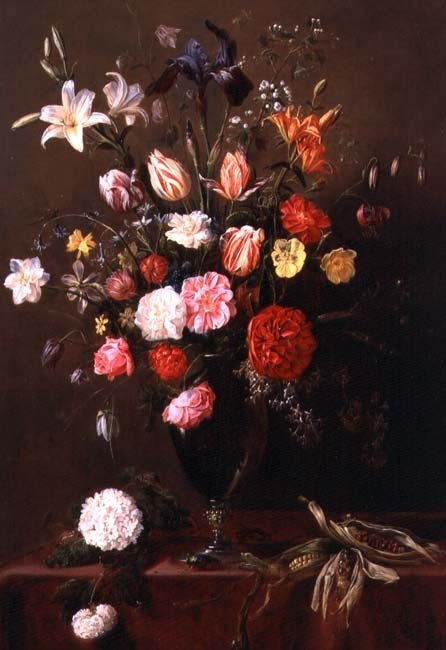
Адріан ван Утрехт. «Кукурудза і скляна ваза с квітами», 1642 р.
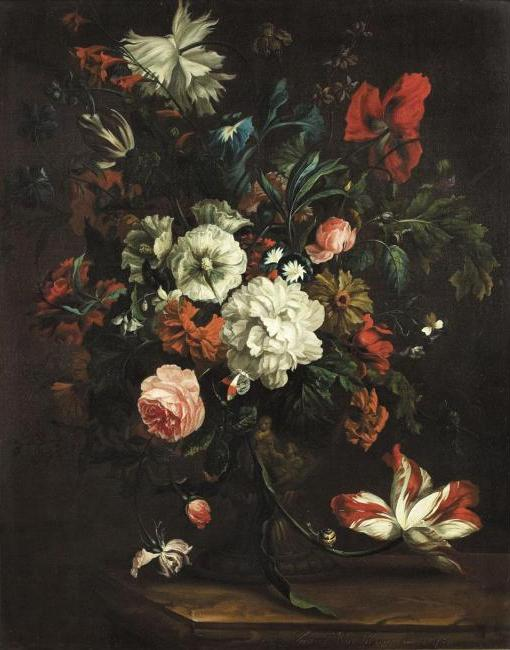
Юстус ван Гейсум старший. «Натюрморт з квітами в скульптурній вазі на кам'яному столі» (1693 р., приватна збірка)

## Італійські майстри квіткових натюрмортів XVII ст

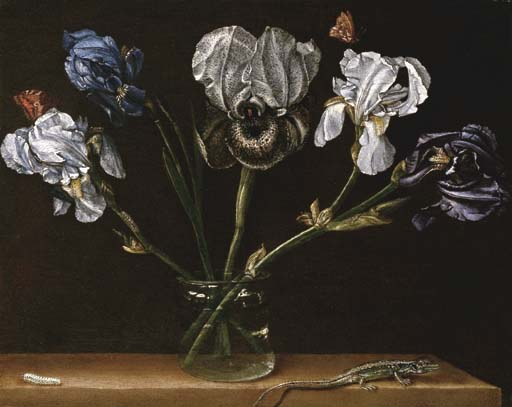
Паоло Порпора, Неаполь. «П'ять півників, метелик і ящірка», бл. 1650 р.

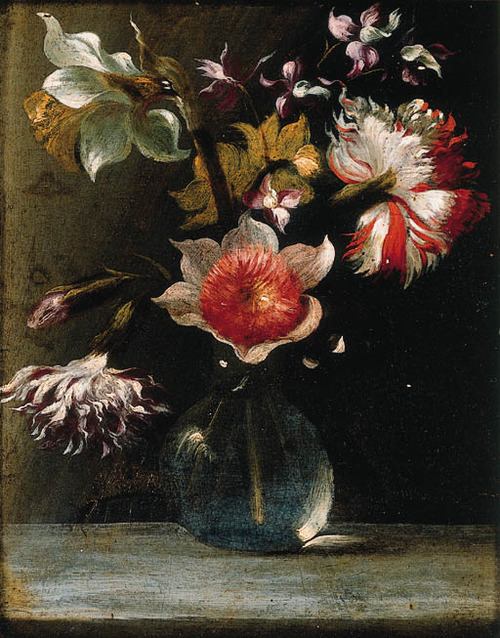
Джакомо Рекко, Неаполь. «Букет весняних квітів в скляній вазі»

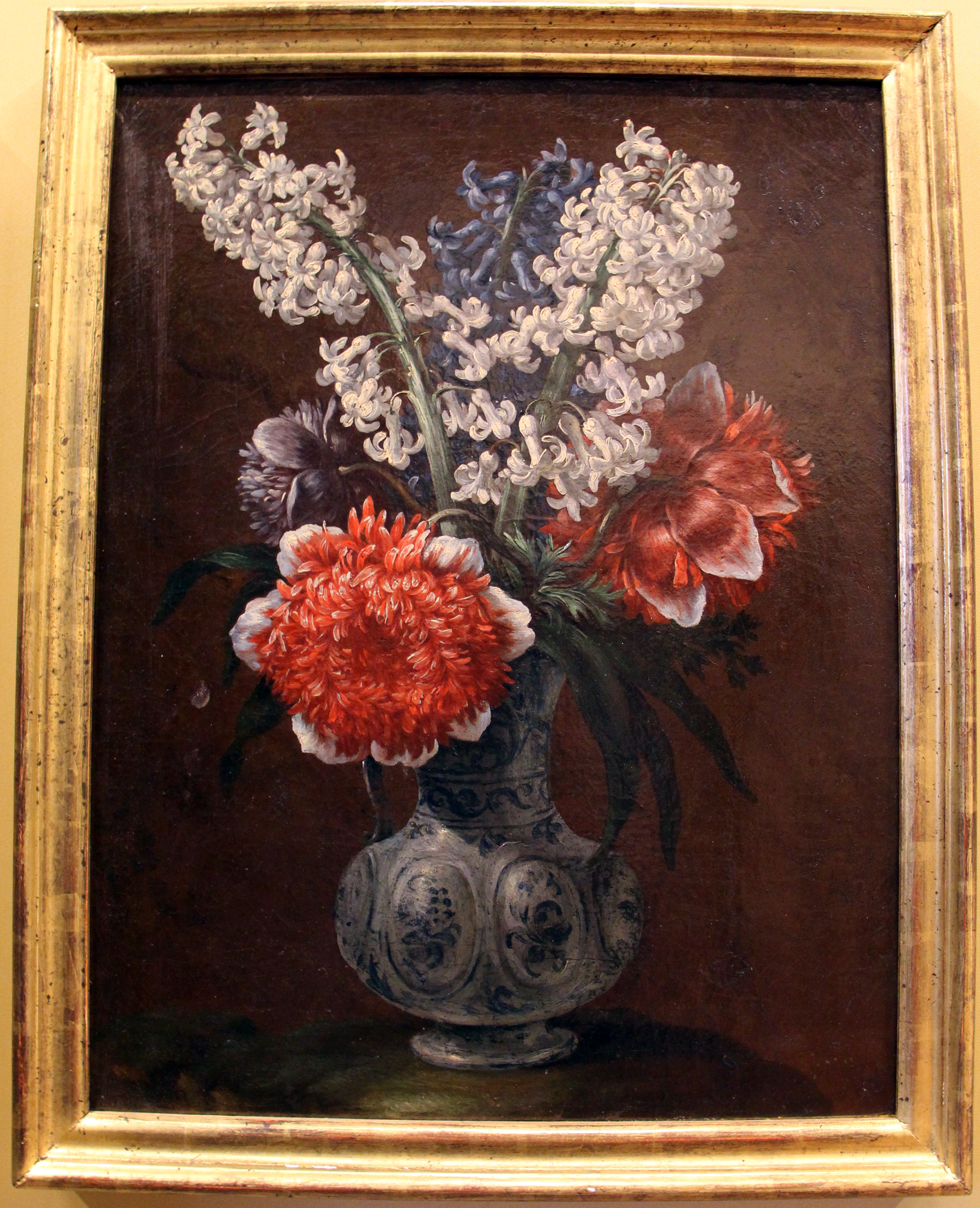
Бартоломео Бімбі. «Весняні квіти в керамічній вазі», Музей натюрмортів, Флоренція

У папському Римі теоретики офіційної доктрини у мистецтві оголосили релігійний живопис (і історичний жанр як такий) вищим проявом у живопису. Митець, що не опанував техніку фрески і історичний жанр не вважався досконалим, а його твори посідали найнижчі щаблі в ієрархії жанрів.
Дещо іншою була ситуація у Неаполі, тодішній столиці іспанських володінь у південній Італії. Тут рахувались зі знахідками у художній практиці папського Риму, запрошували на працю римських майстрів, але ігнорували іерархію жанрів і привічали іноземних художників, у якому б жанрі вони не працювали. Тут теж створювали натюрморти з квітами і іншими рослинами, але робили це на власний розсуд, мало рахуючись із композиційними схемами хоч фламандців, хоч римських майстрів. Виник феномен неаполітанського живопису бароко, що мав властивості, відмінні і від римської художньої школи, і від венеціанської художньої школи, найбільш творчих і впливових художніх шкіл на півострові.

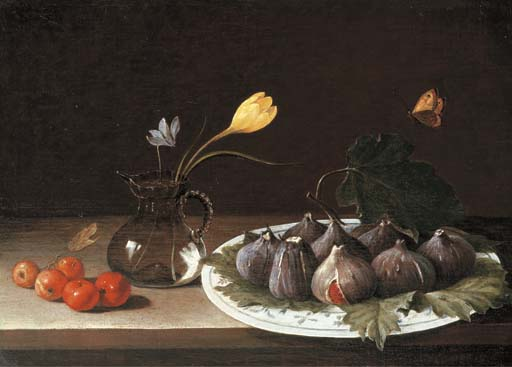
Лука Форте, Неаполь. «Натюрморт з яблуками, метеликом, квітами і смоквами », середина XVII ст.
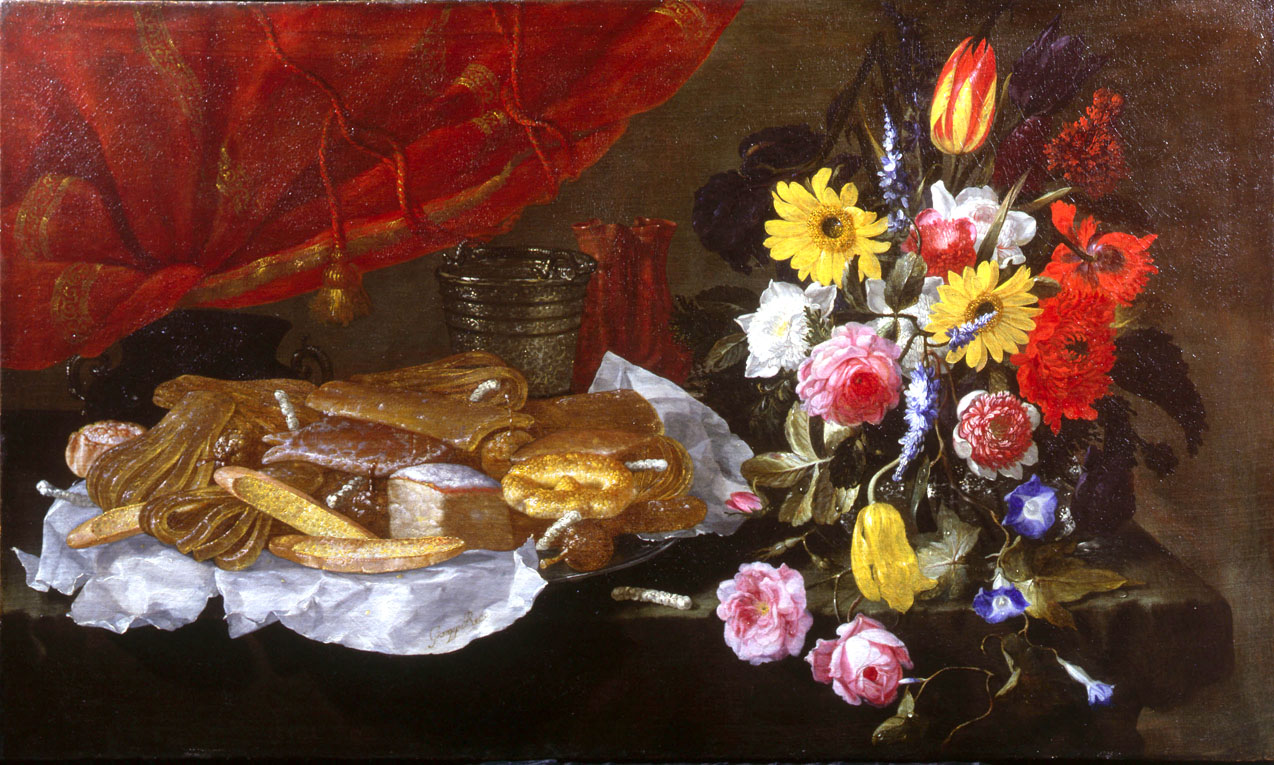
Джузеппе Рекко, «Натюрморт з солодощами і квітами». Приватна збірка.
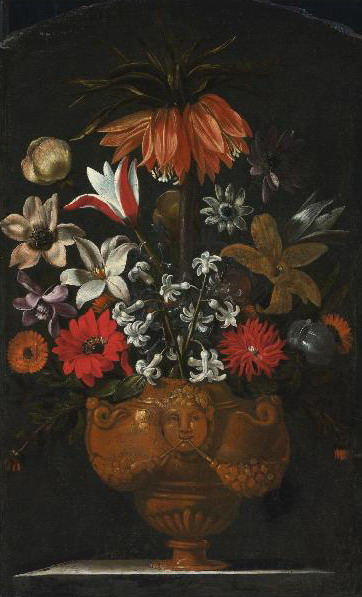
Джузеппе Рекко, Неаполь. «Весняні квіти в керамічній вазі з гірляндами».
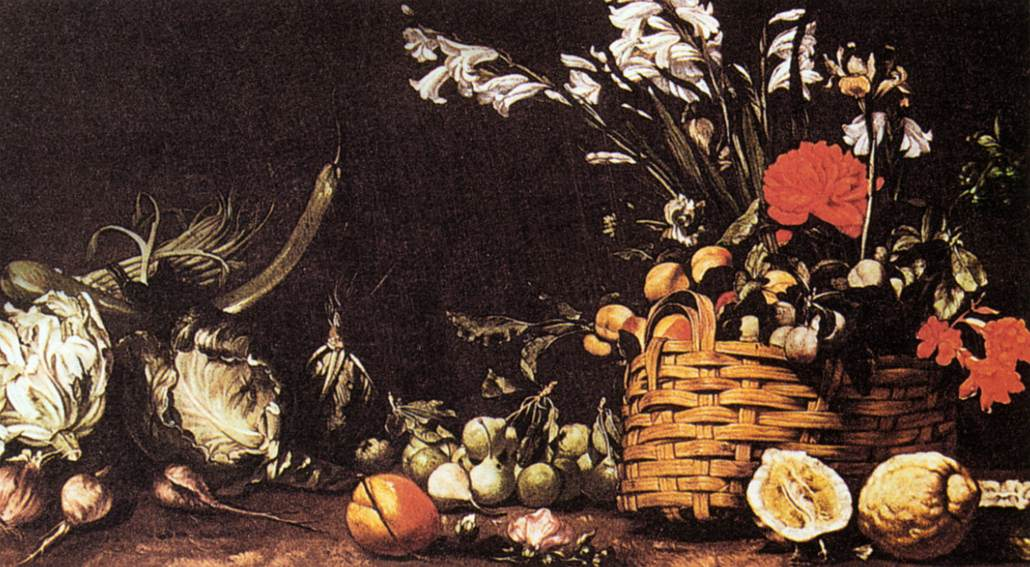
Томмазо Саліні, Рим. «Натюрморт з овочами і квітами в кошику», Кастелло Сфорцеско, Мілан
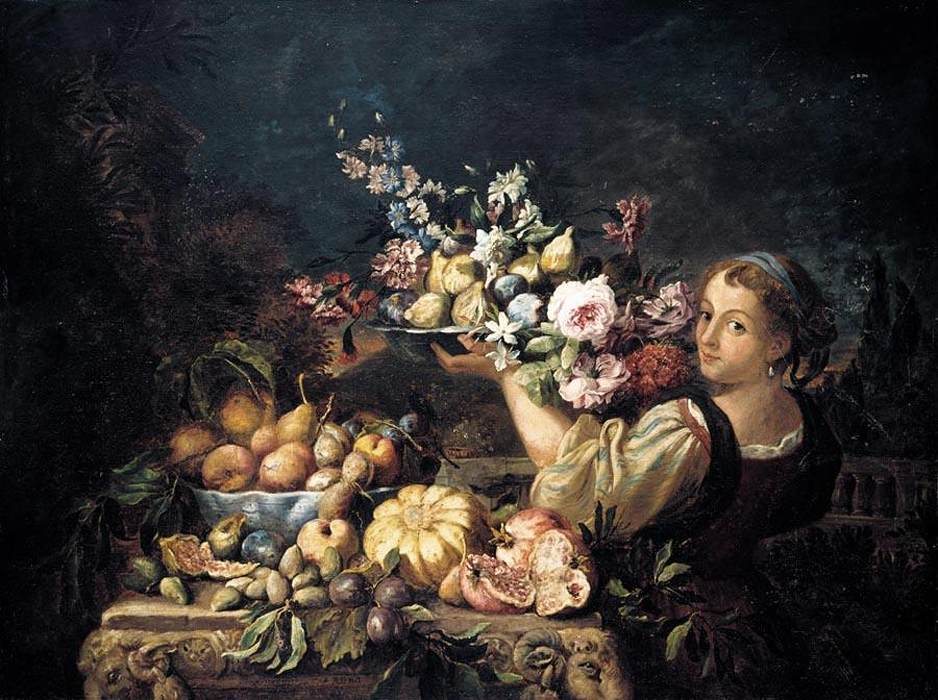
Абрахам Брейгель. « Натюрморт з фігурою дівчини, що несе квіти », до 1675 р.
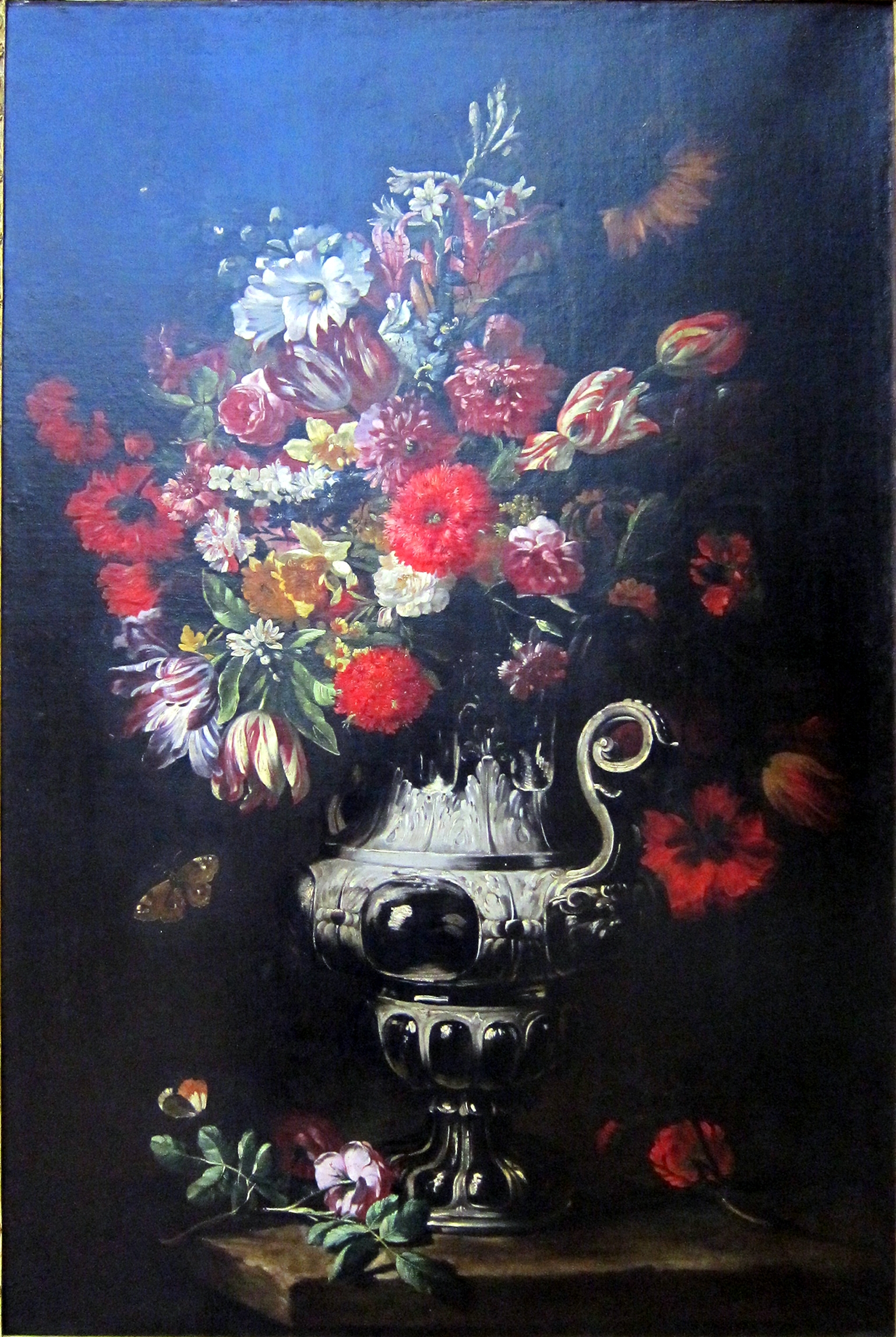
Абрахам Брейгель. «Букет в коштовній вазі», Діжон, Франція
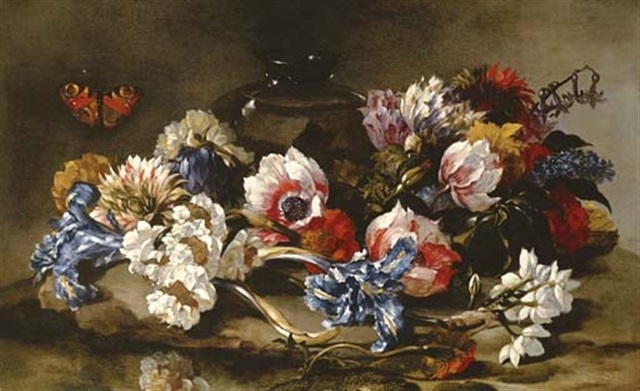
Паоло Порпора. «Квіти поряд зі скляною вазою», середина XVII ст.
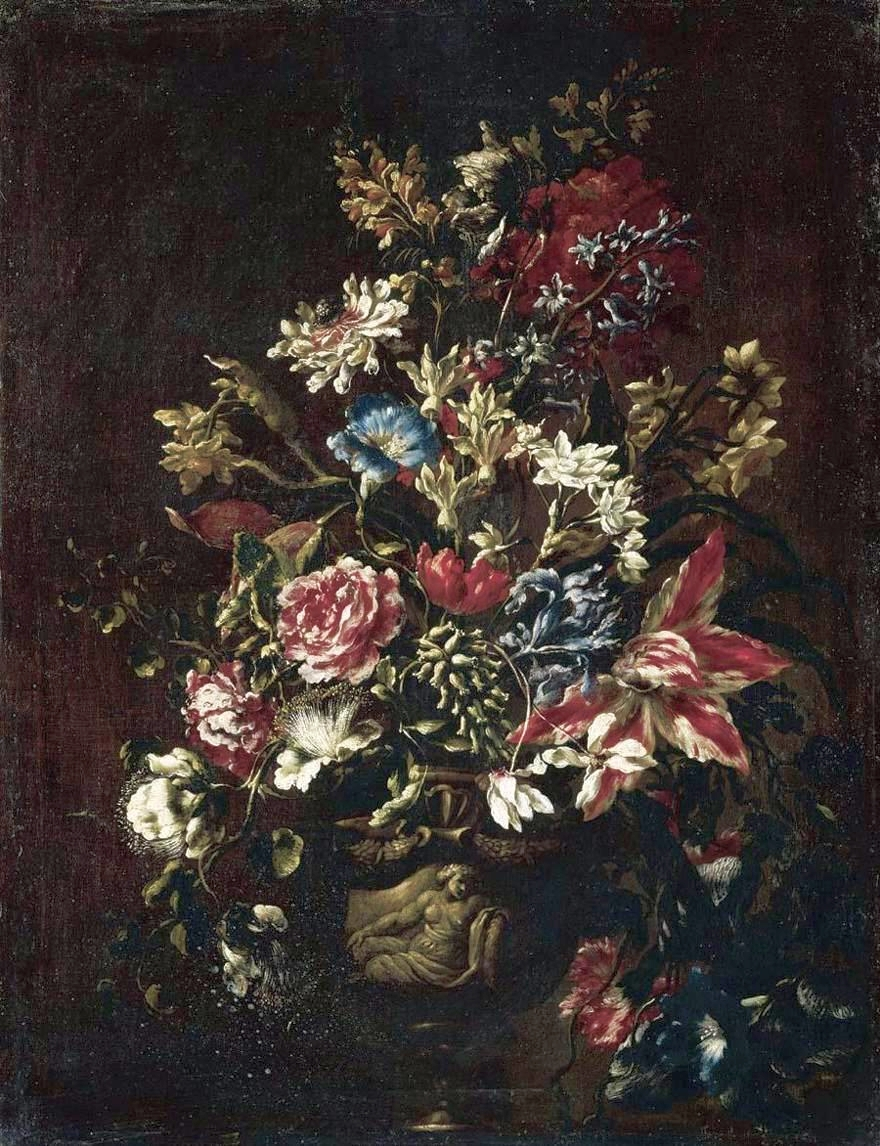
Маріо де Фйорі (Маріо Нуцці), Рим. Квіти. приватна збірка.

## Квіти в натюрмортах Ванітас (Марнота марнот)

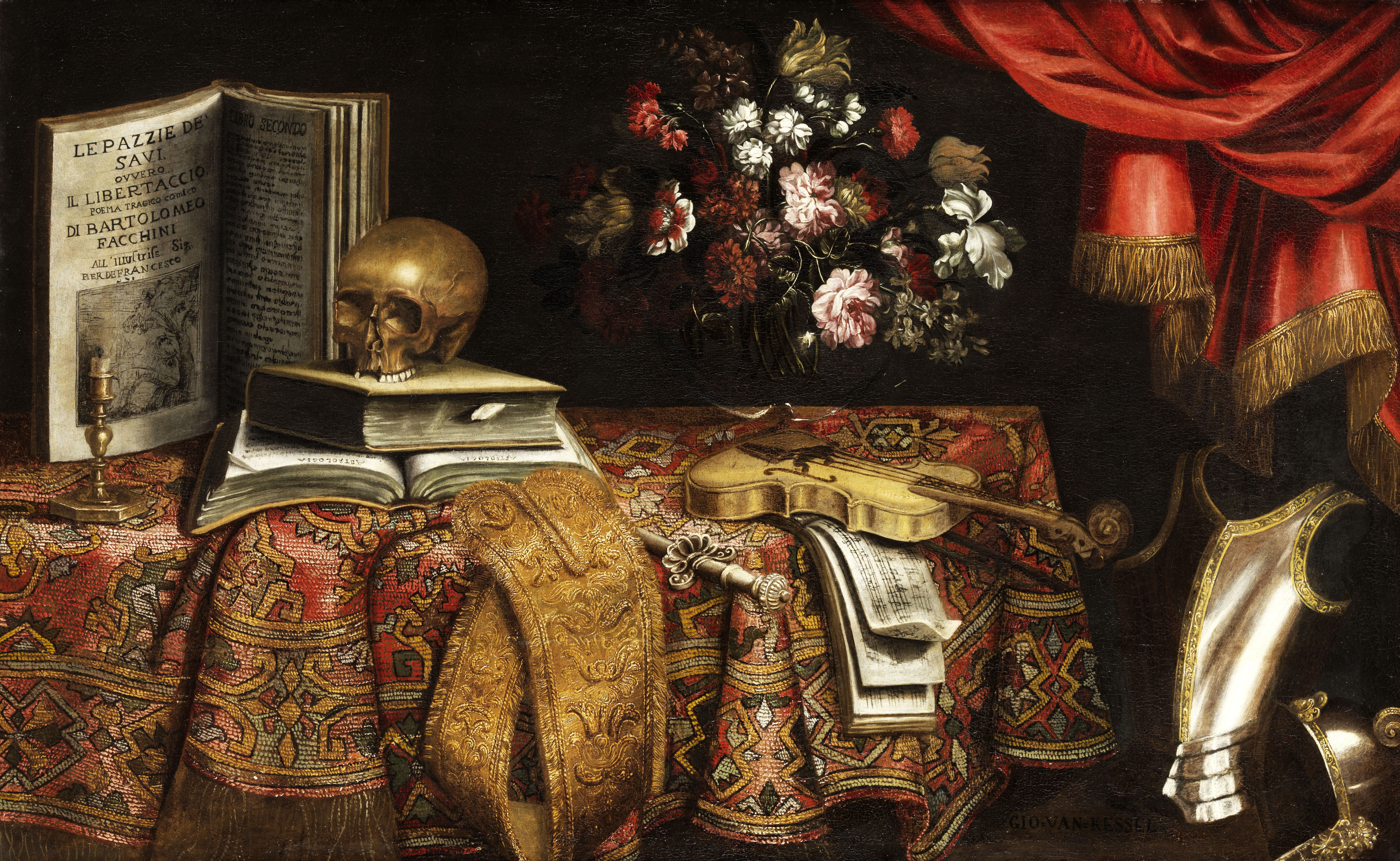
П'єр Франческо Чіттадані. «Натюрморт з черепом, свічкою, квітами і скрипкою» (ванітас)

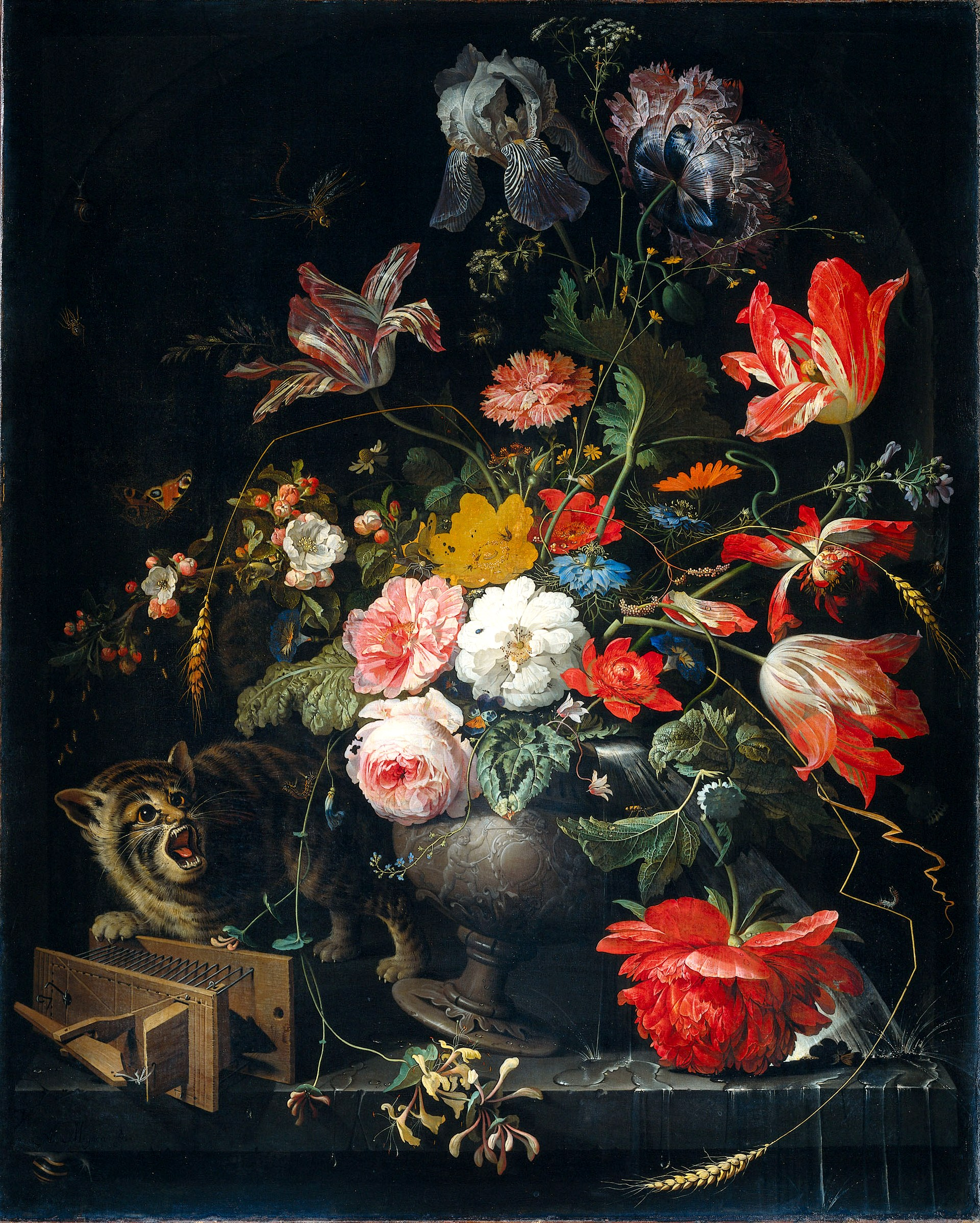
Абрахам Міньон (1640—1679). «Натюрморт із котом та вазою з квітами, що падає»
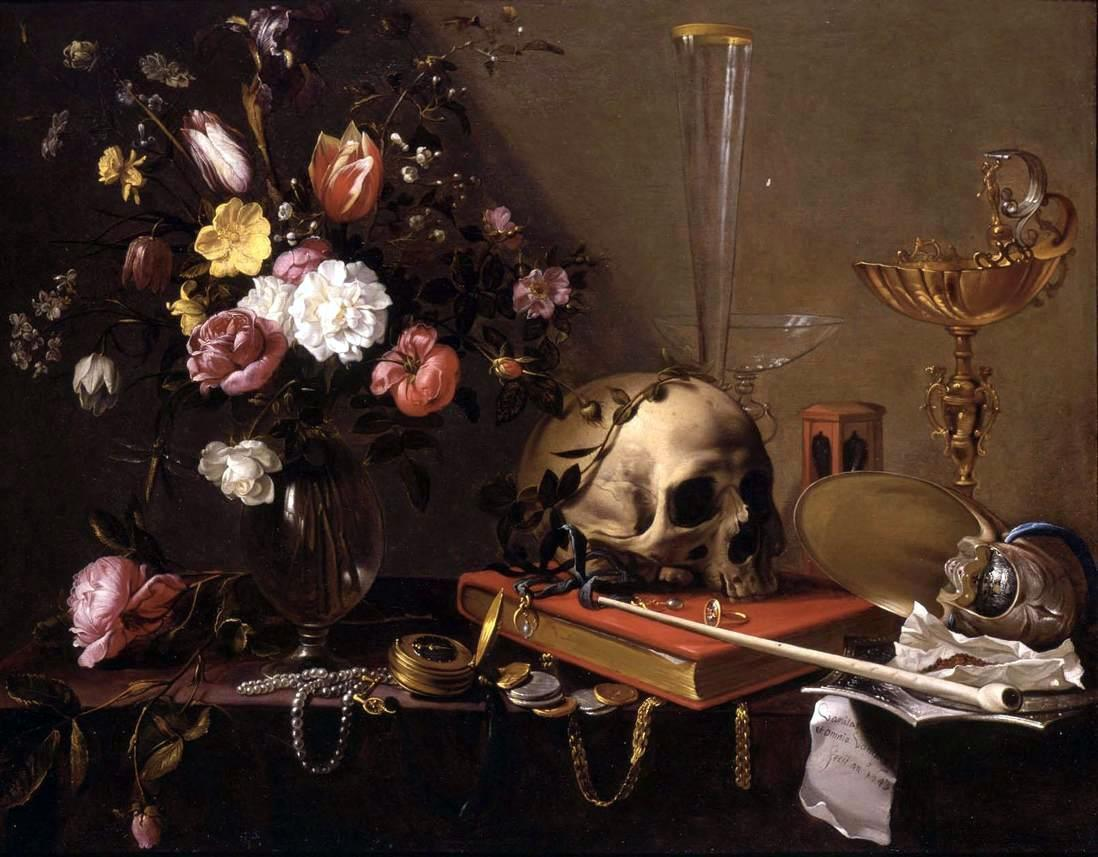
Адріан ван Утрехт. «Натюрморт з букетом та черепом». 1642 р.
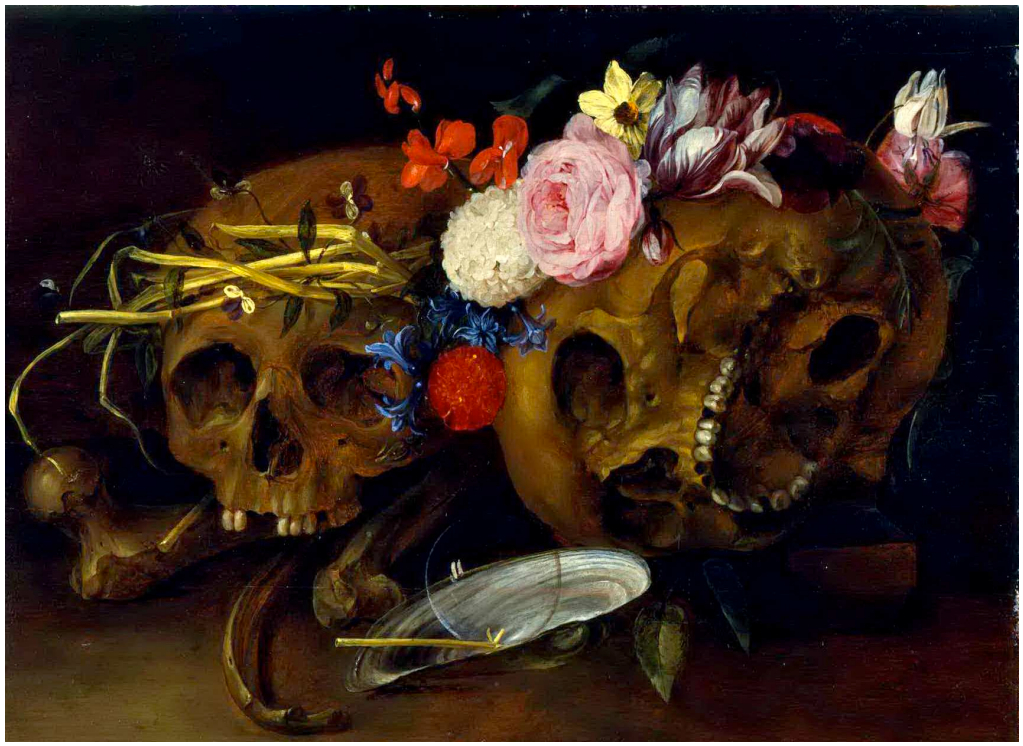
Ніколас ван Верендал. « Марнота марнот », 1680 р.
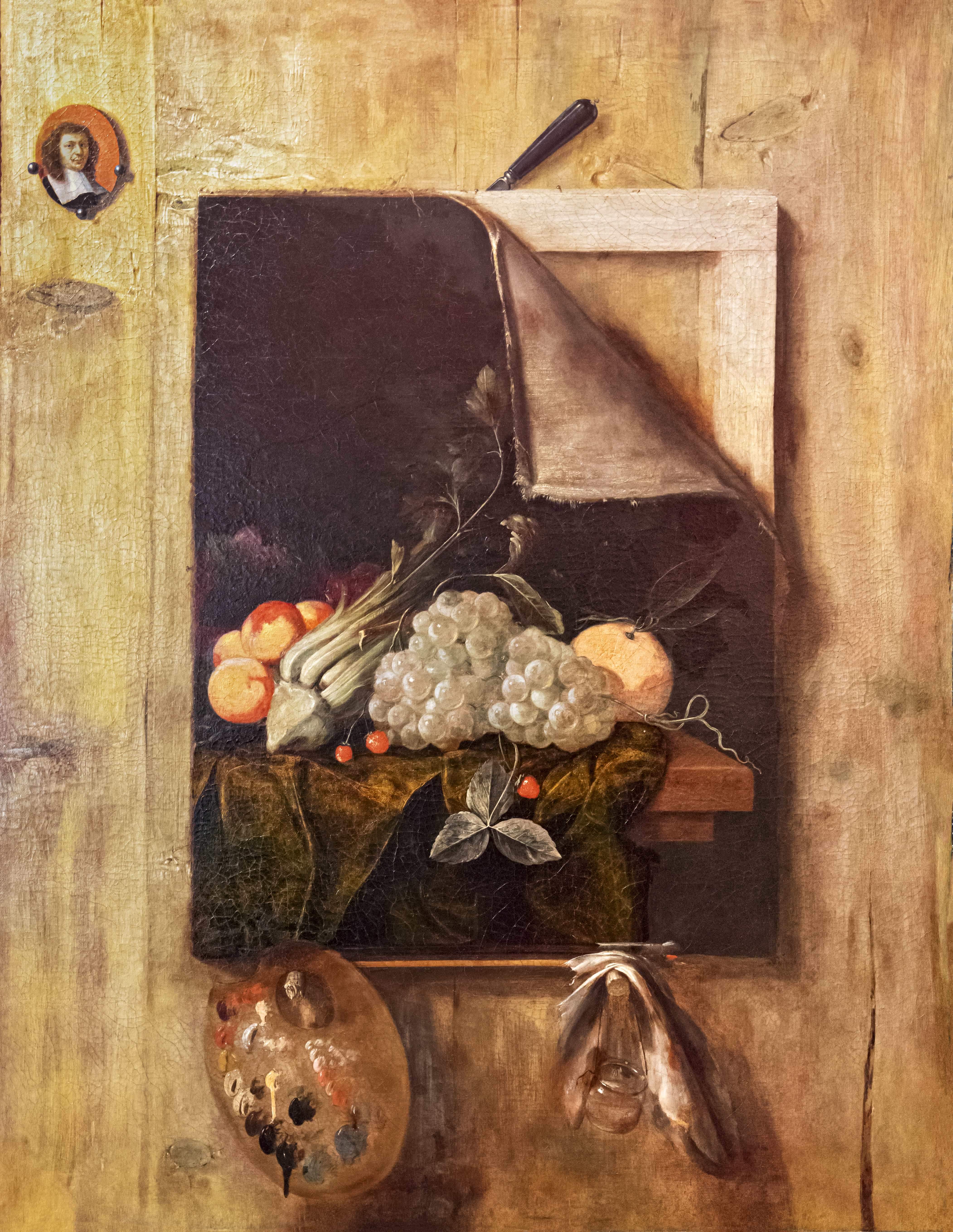
Корнеліс Гісбрехтс. Натюрморт « Марнота марнот » з автопортретом художника, 1663

## Іспанські майстри квіткових натюрмортів

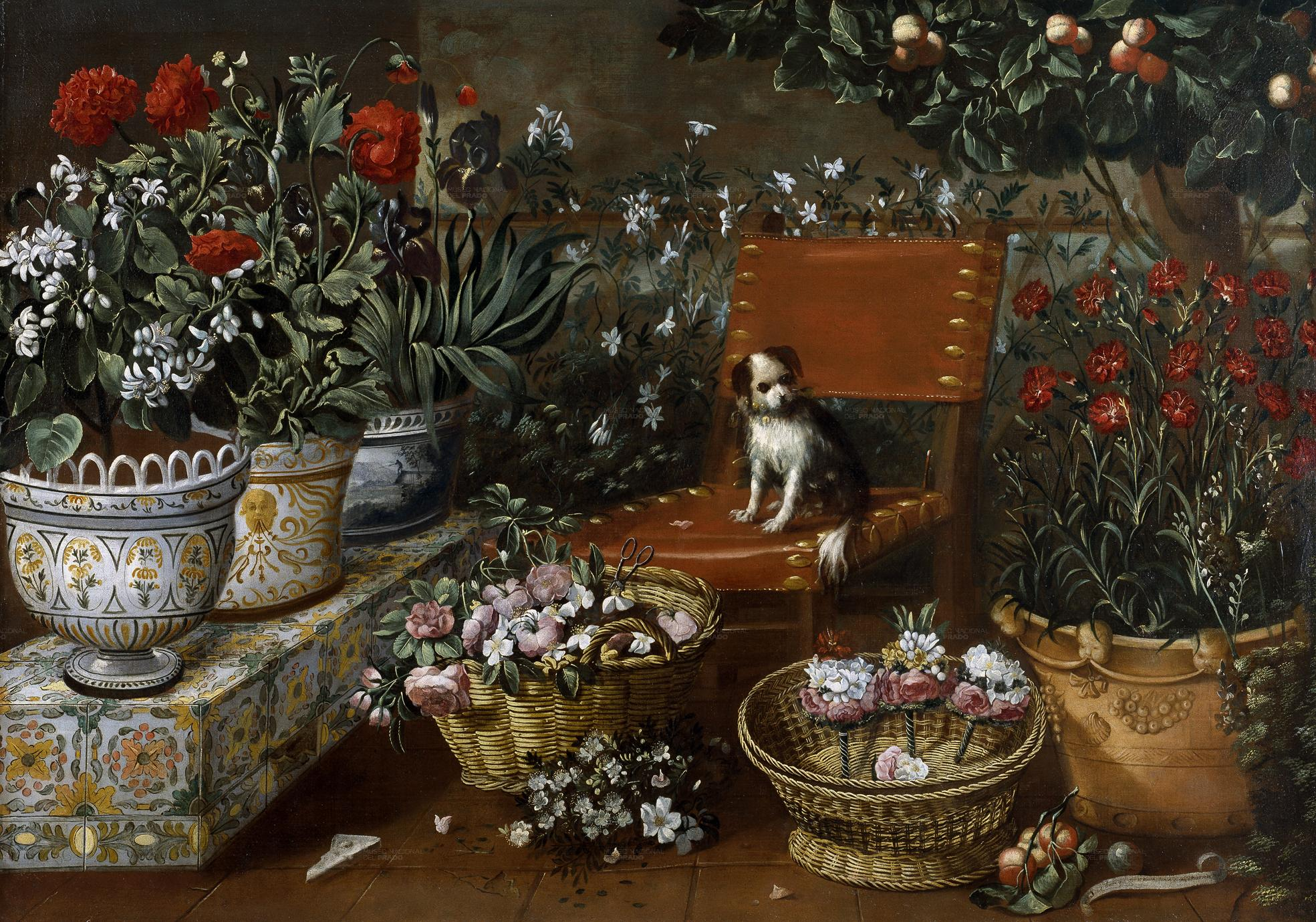
Томас Єпес. «Куточок парка», бл. 1660 р. Національний музей Прадо, Мадрид.

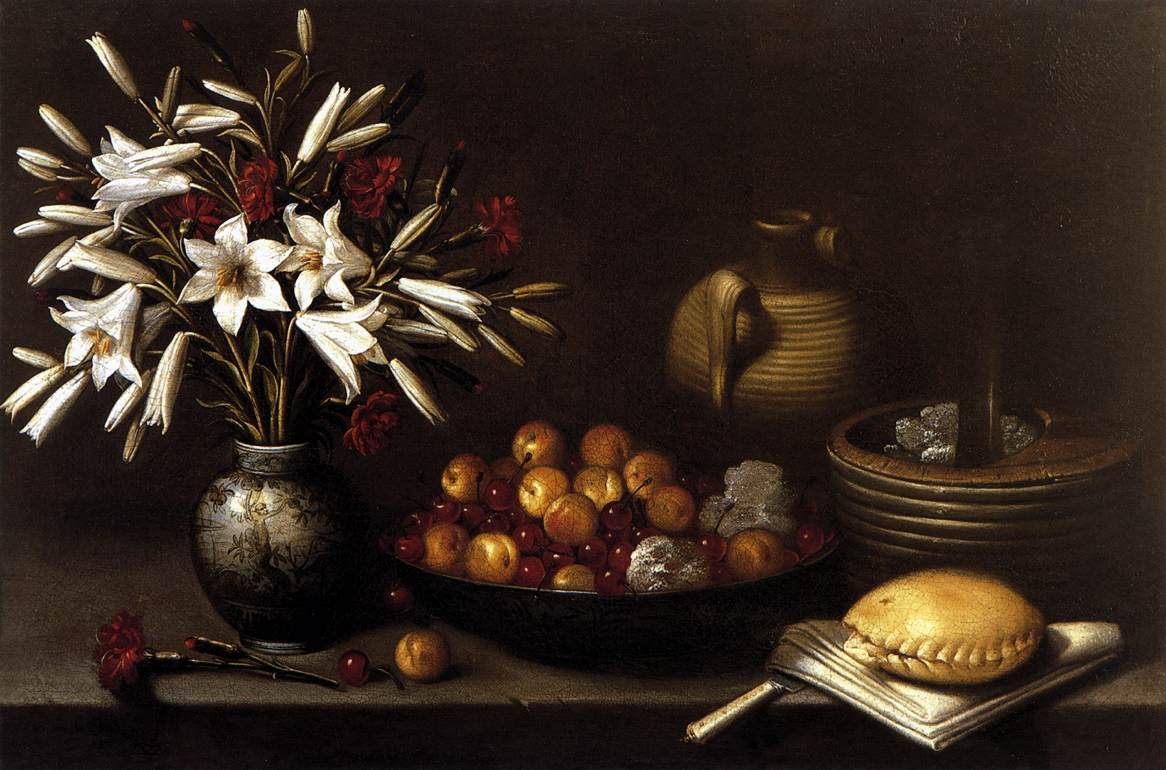
Франсіско Баррера. «Весняні квіти і фрукти на столі», 1643 р., приватна збірка.
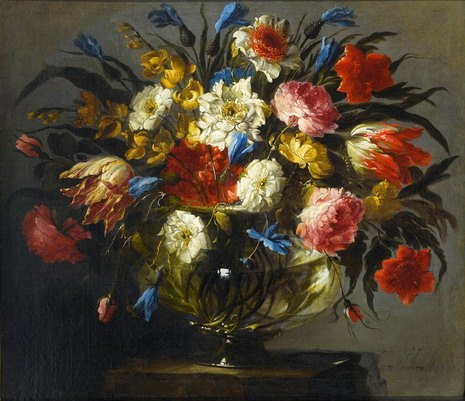
Хуан де Арельяно. «Букет весняних квітів», до 1670 р., приватна збірка
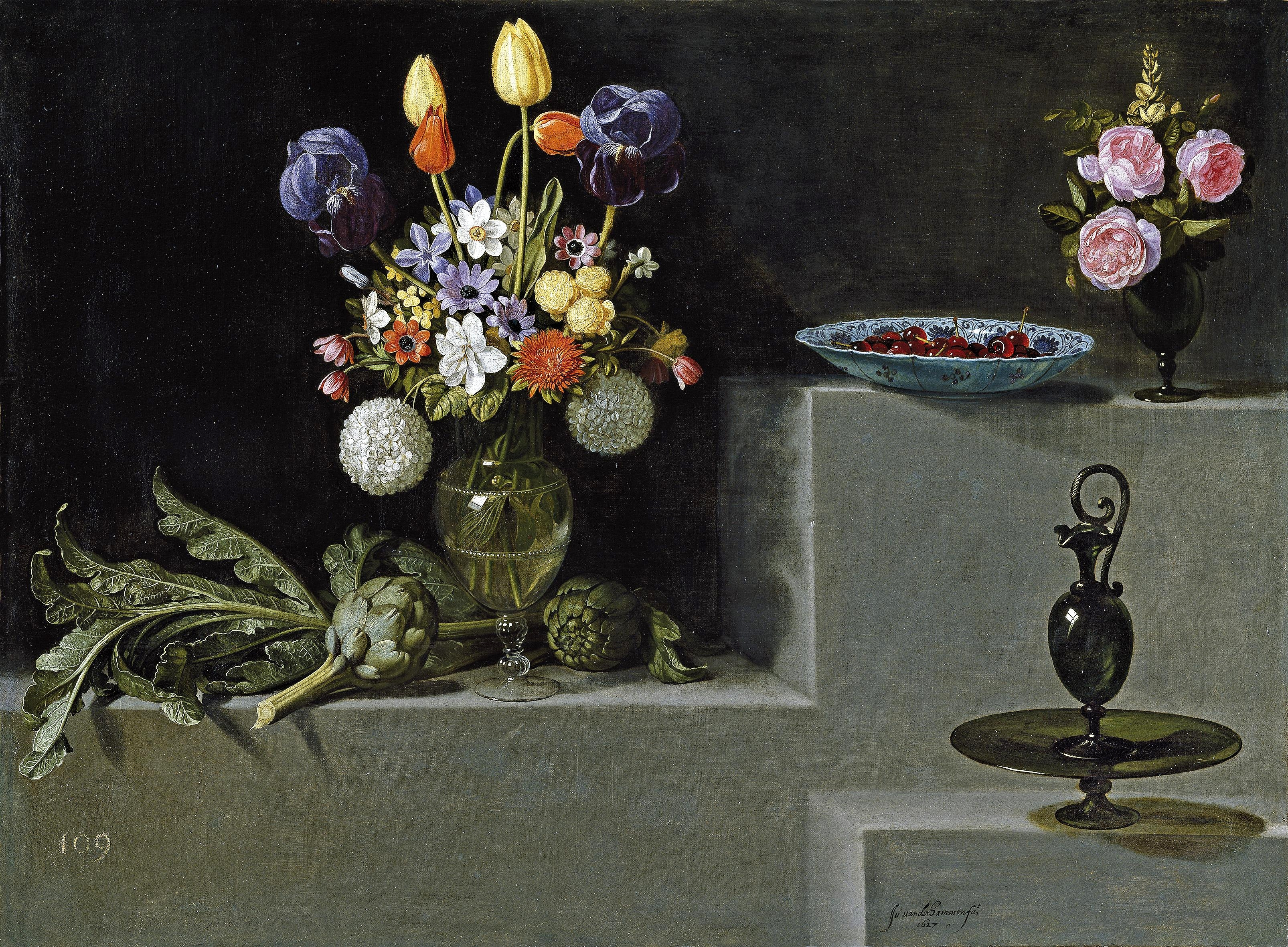
Хуан ван дер Хамен і Леон. Натюрморт (Хамен)
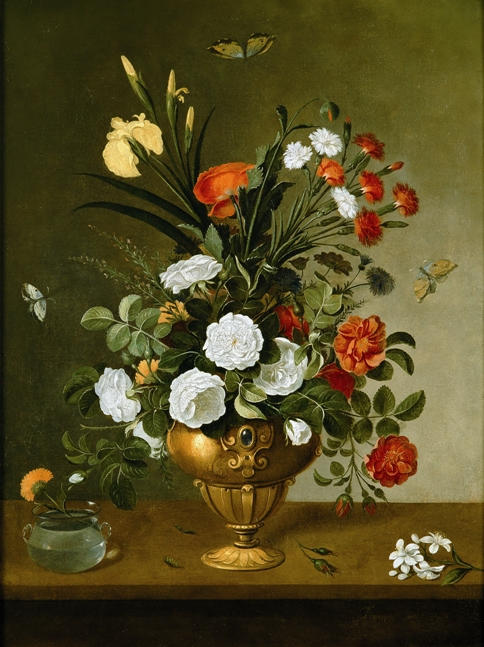
Педро де Кампробін. «Квіти в скляній вазі», Національний музей Прадо, Мадрид.
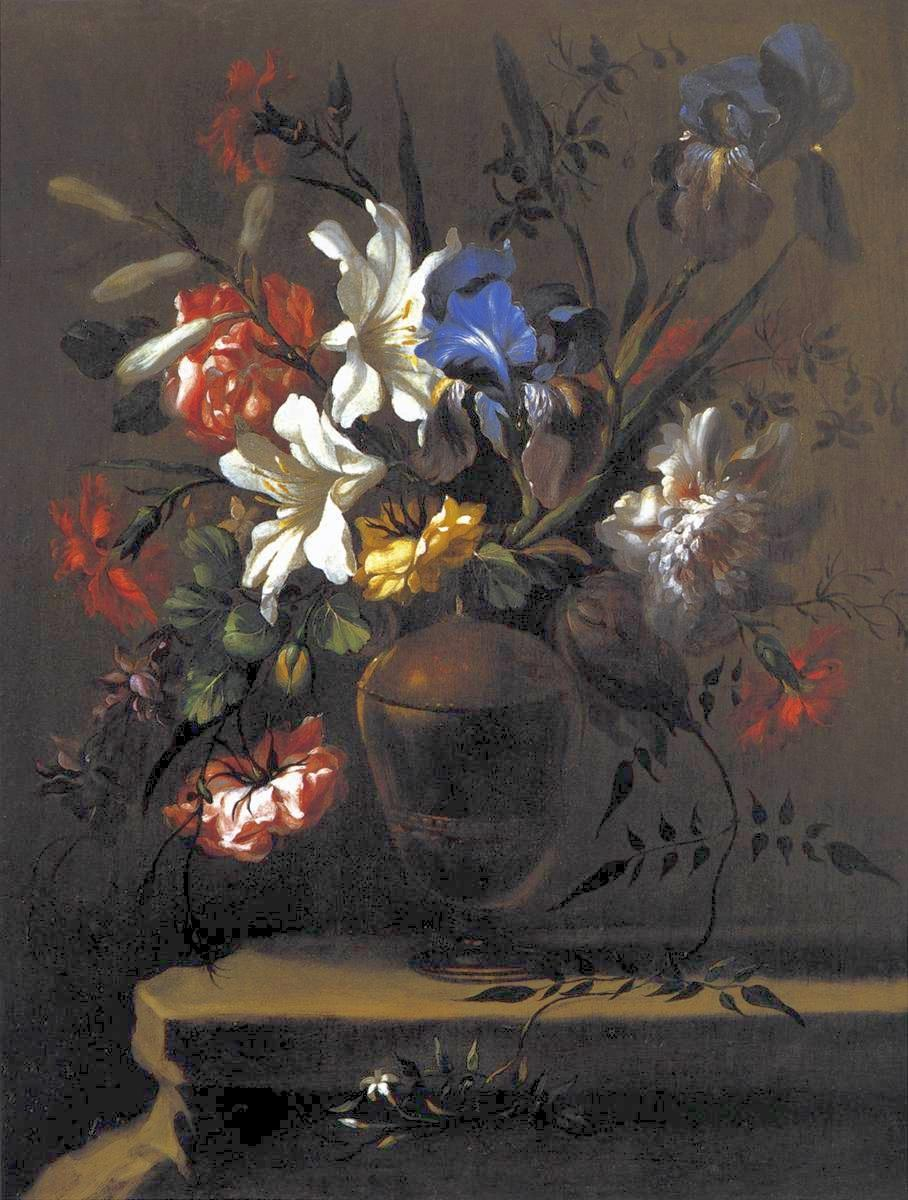
Бартоломе Перес де ла Дехеса, «Ваза з квітами», 1690, приватна збірка
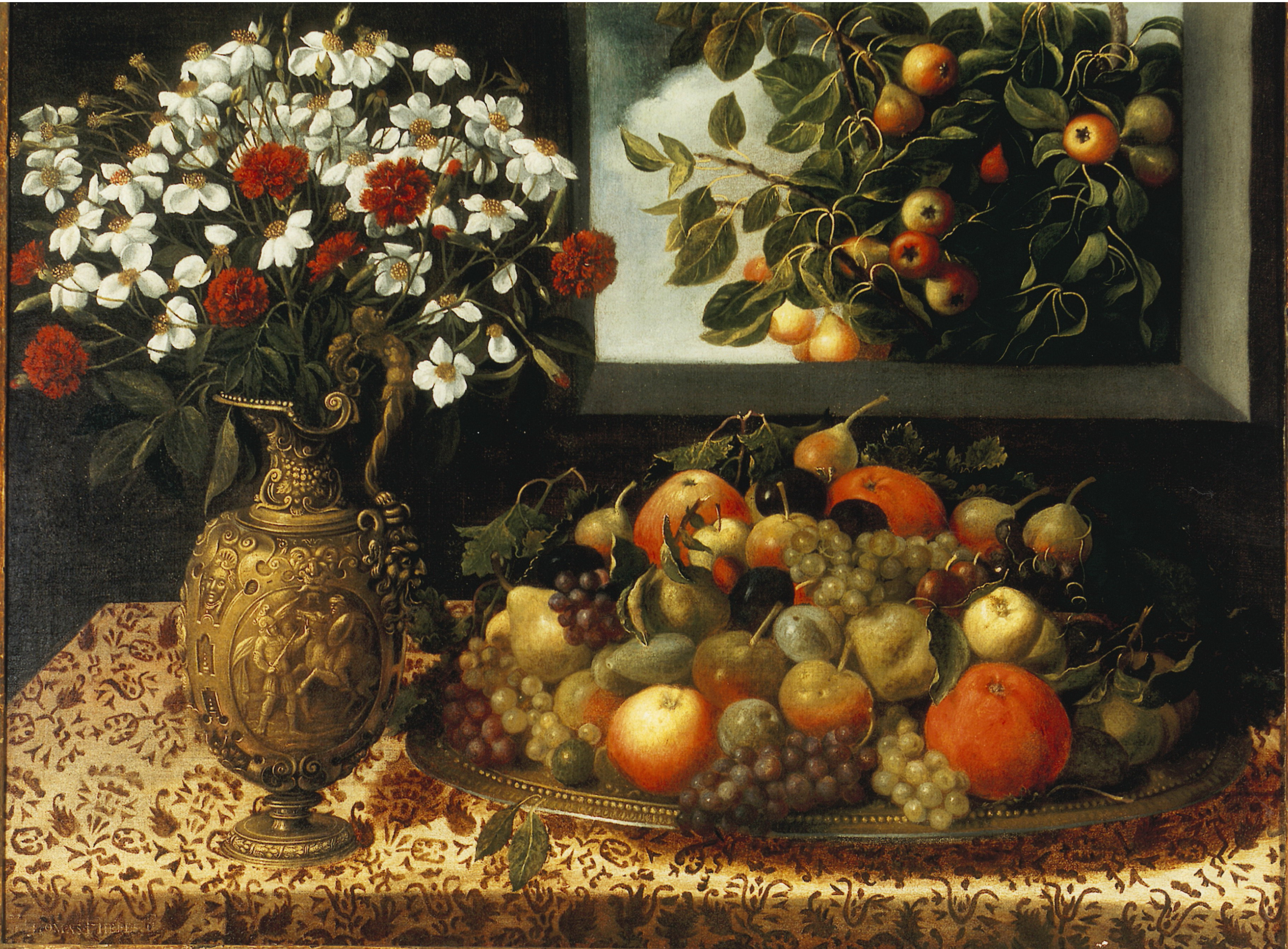
Томас Єпес. «Квіти і фрукти біля вікна з грушевим деревом», бл. 1640 р.